# Hillary Clinton
Pour les articles homonymes, voir Clinton et Rodham.
Hillary Diane Rodham Clinton /ˈhɪləɹi daɪˈæn ˈklɪntən/, née Rodham /ˈɹɑdəm/ le 26 octobre 1947 à Chicago (Illinois), est une femme d'État américaine. Elle est notamment Première dame des États-Unis de 1993 à 2001, secrétaire d'État de 2009 à 2013 et candidate démocrate à l'élection présidentielle de 2016.
Après avoir milité au sein du Parti républicain, elle adhère au Parti démocrate en 1968. Elle est première dame pendant les deux mandats de son époux, Bill Clinton, 42e président des États-Unis.
Sénatrice pour l'État de New York de 2001 à 2009, elle vote en faveur des interventions militaires en Afghanistan et en Irak. Candidate et initialement favorite aux primaires présidentielles démocrates de 2008, elle est battue par Barack Obama. Après l'élection de celui-ci à la Maison-Blanche, elle est secrétaire d'État pendant quatre ans.
Elle remporte les primaires présidentielles démocrates de 2016 face à Bernie Sanders, devenant la première femme et ancienne Première dame à représenter l'un des deux grands partis américains dans la course à la présidence. Donnée gagnante par les sondages et bien qu'ayant remporté le vote populaire, elle échoue au collège électoral, obtenant seulement 227 grands électeurs contre 304 pour Donald Trump.

## Situation personnelle

### Ascendance et enfance
Hillary Diane Rodham est la fille aînée d'Hugh Rodham (en) (1911-1993), d'ascendance galloise et anglaise, et de Dorothy Howell (en) (1919-2011), d'ascendance anglaise, écossaise, galloise et franco-canadienne. Elle a deux frères cadets, Hugh (en) (1950-) et Tony (en) (1954-2019). Son père est un républicain conservateur et sa mère est démocrate. Son prénom est dû à l'admiration que vouent ses parents à Sir Edmund Hillary, alpiniste néo-zélandais.[source insuffisante]
Dans son autobiographie Living History, Hillary Clinton évoque les origines « franco-canadiennes, écossaises et françaises » de sa grand-mère maternelle, Della Murray. La famille de cette dernière était originaire de Nouvelle-France,. Son arrière-arrière-grand-père Antoine Martin est par ailleurs né en France vers 1815, et a émigré de France au Haut-Canada (aujourd'hui l'Ontario) avant 1840.
Elle grandit à Park Ridge, dans la banlieue proche de Chicago. Elle est notamment camarade du chanteur Steve Goodman. Sportive, méthodiste fervente, elle est une élève assidue, ce qui la conduit à être élue au conseil de classe. Ses parents l'encouragent par ailleurs à étudier sérieusement afin de réussir et de choisir la carrière qui l'intéresse. En 1962, Don Jones, son pasteur méthodiste, l'éveille au mouvement des droits civiques et lui offre l'occasion de voir Martin Luther King lors d'un discours à Chicago.

### Études et premiers engagements

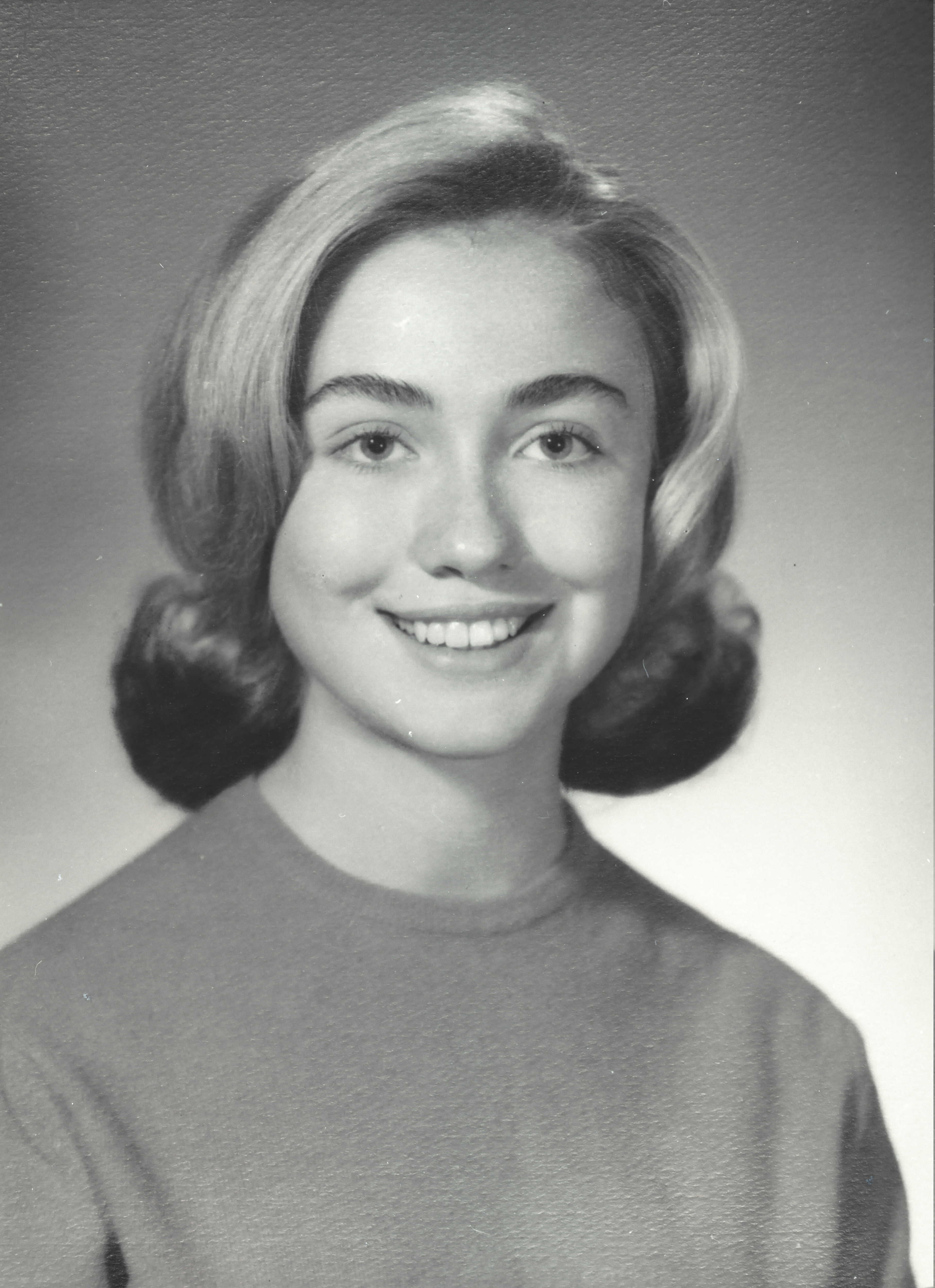
Hillary Diane Rodham en 1965.

En 1964, à dix-sept ans elle s'investit dans la campagne présidentielle du sénateur républicain de l'Arizona, Barry Goldwater. Après l'école secondaire, elle entre à l'université féminine de Wellesley où, à nouveau, elle représente ses condisciples au conseil d’établissement et préside le mouvement des Jeunes républicains de l'université. Cependant, de plus en plus opposée à la guerre du Viêt Nam et marquée par la lutte pour les droits civiques, elle rallie d'abord Eugene McCarthy, le candidat antiguerre lors des élections primaires à l'élection présidentielle de 1968, puis participe à la campagne du républicain Nelson Rockefeller. Les liens sont définitivement rompus avec les républicains quand ceux-ci désignent Richard Nixon pour les représenter.
En 1969, Hillary Rodham consacre son mémoire de baccalauréat au sociologue américain Saul Alinsky, intitulé Une analyse du modèle Alinsky. Lors de la remise des diplômes, elle prononce un discours où elle s'en prend à l'administration Nixon, dénonçant la guerre du Viêt Nam et les « pesanteurs hypocrites héritées des années 50 ». La même année, Hillary Rodham intègre la prestigieuse faculté de droit de Yale, où elle partage sa chambre avec la future avocate Marian Wright Edelman et Janet Hill, la future mère du joueur de basket-ball (Grant Hill). Bill Clinton aime à rappeler leur première rencontre : il l'observait avec insistance dans la très austère bibliothèque de Yale quand elle vint et lui dit « Si tu dois continuer à me fixer ainsi, et moi à en faire autant, nous ferions mieux de nous présenter. Je m'appelle Hillary Rodham ». Avec Bill Clinton, elle participa à la campagne présidentielle de 1972 de George McGovern, finalement battu par Richard Nixon.

### Carrière d'avocate
À sa sortie de Yale, Hillary Rodham devient avocate. Elle conseille notamment le Fonds de défense des enfants de Cambridge, avant de rejoindre l'équipe de juristes qui conseille la commission judiciaire (Judiciary Committee) des représentants lors de la procédure d'impeachment du président Richard Nixon dans l'affaire du Watergate.

## Parcours politique

### Débuts

Hillary Clinton avec son mari et le président Ronald Reagan, en 1983.

Elle déménage en Arkansas pour suivre Bill Clinton qui commence sa carrière politique à Little Rock. Ils se marient en 1975 et ont une fille, Chelsea Clinton, née en 1980. Hillary Clinton devient professeur à l'école de droit de l'université de l'Arkansas. Elle fait alors la connaissance de Vince Foster qui est responsable du comité de l'association des avocats de l'Arkansas, laquelle gère l'assistance juridique. Foster travaille ainsi avec Hillary Clinton, avocate stagiaire chargée de l'aide juridique. Foster favorise l'entrée d'Hillary Clinton au « cabinet juridique Rose », où elle devient peu de temps après, la première femme associée. Foster et son collègue, Webster Hubbell, contribuent à surmonter la réticence des autres associés à embaucher une femme. En 1978, le président Jimmy Carter la nomme au conseil de la Legal Services Corporation, alors que Bill Clinton devient gouverneur de l'État de l'Arkansas.

### Première dame de l'Arkansas

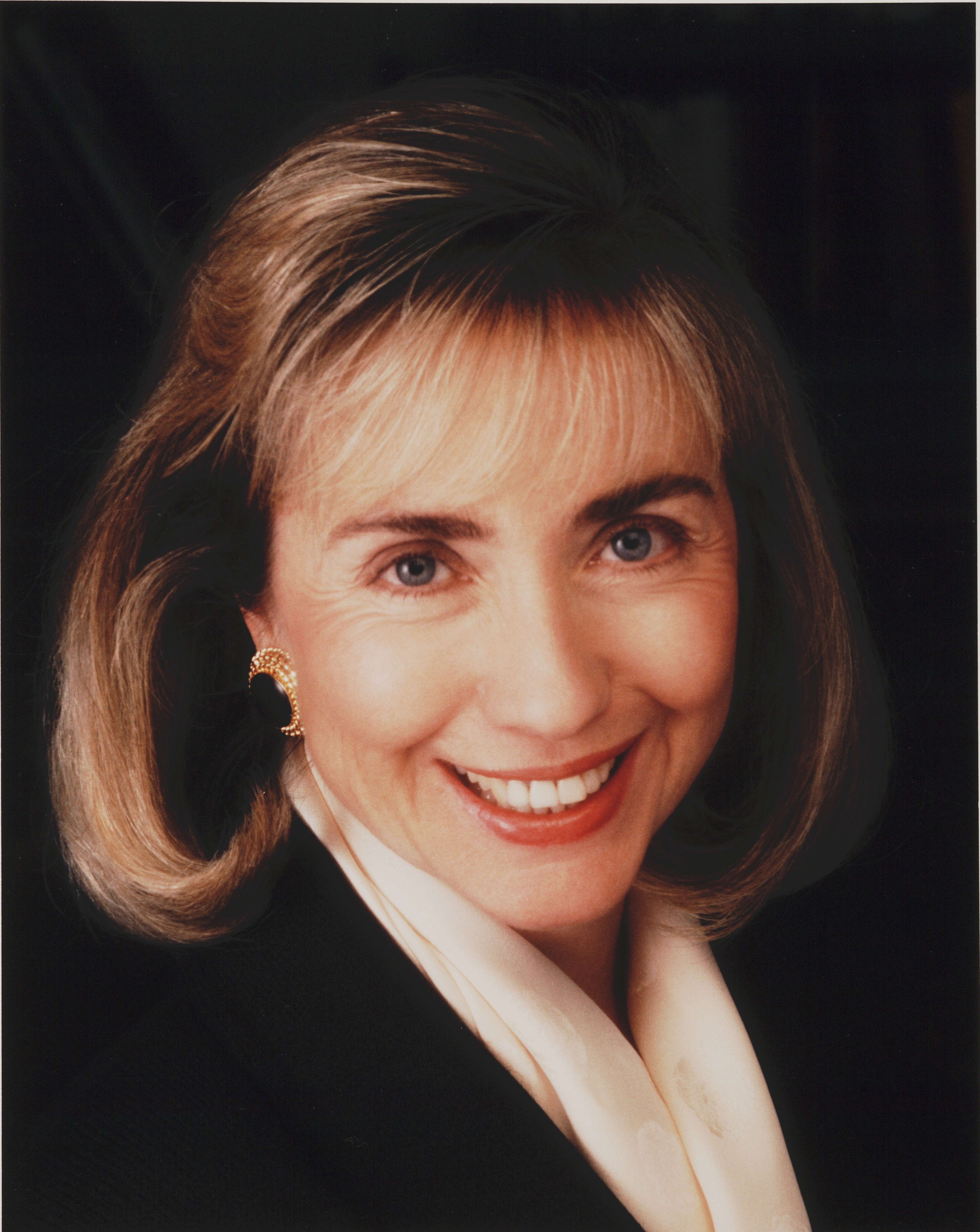
Hillary Clinton en 1992.

Hillary Clinton est première dame de l'Arkansas durant douze ans. Elle préside le comité des programmes de l'enseignement de l'État, l'Arkansas Educational Standards Committee, cofonde l'association de soutien des enfants et familles de l'Arkansas, et est aussi membre des comités directeurs des hôpitaux pour enfants, Arkansas Children's Hospital, des services juridiques et du fonds de défense légale des enfants, Children's Defense Fund. À cette époque, elle est aussi membre des comités exécutifs de plusieurs compagnies, dont la chaîne de supermarché Walmart.
À partir de 1995, Hillary Clinton écrit une rubrique hebdomadaire intitulée Talking It Over en français : « Parlons-en » dont les sujets sont en rapport avec son expérience de première dame de l'Arkansas, ses observations sur les femmes ou bien les enfants et les familles qu'elle rencontre de par le monde.

### Première dame des États-Unis
Hillary Clinton apparaît dans la sphère publique américaine en 1992, lors des primaires démocrates auxquelles concourt son époux, en particulier dans l'émission 60 Minutes.

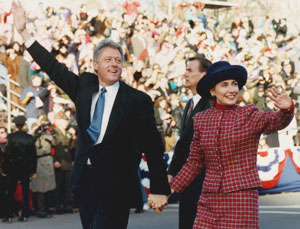
Le couple présidentiel, lors du défilé inaugural de Bill Clinton à la présidence des États-Unis, le 20 janvier 1993.

Lorsque son époux entre à la Maison-Blanche en janvier 1993, Hillary Clinton devient la Première dame des États-Unis et probablement, parmi celles-ci, la plus impliquée dans la vie politique fédérale. Le président lance ainsi le slogan « Deux pour le prix d'un » (By one get two), ce qui rompt avec la traditionnelle retenue des Premières dames. Le couple Clinton est aussi le premier couple présidentiel issu du baby-boom. Clinton nomme son épouse dans le groupe de conseillers de la Maison-Blanche chargés de réfléchir aux réformes du système de santé : elle est ainsi la première First lady à disposer d'un bureau dans l'aile ouest de la Maison-Blanche. Le groupe de travail adopte un plan de réforme compliqué qui n’arrive d'ailleurs jamais devant les instances législatives et est définitivement abandonné en septembre 1994. Cet échec marque durablement son image. Elle revient ensuite au rôle plus traditionnel de figuration de la première dame.

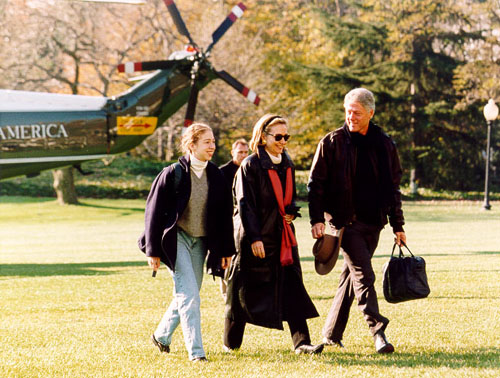
La famille Clinton, dans le jardin de la Maison-Blanche, en 1993.

Comme son époux, elle devient l'objet d'enquêtes judiciaires, mais aucune d'entre elles n'aboutit à une condamnation criminelle. Ainsi, il lui est reproché son obstruction dans l'enquête sur la mort du conseiller présidentiel Vince Foster. Une autre affaire hante également sa carrière politique : le scandale du Whitewater. Hillary Clinton est accusée d'avoir utilisé des informations obtenues dans le cadre de son cabinet d’avocats à Little Rock, afin de s'enrichir personnellement par l'intermédiaire d'amis, en achetant des terrains sur les rives de la rivière Whitewater dans l'Arkansas. Elle a dû déposer sous serment, dans le cadre de cette affaire, devant la Justice le 26 janvier 1996.
Lors de l'affaire Monica Lewinsky, Hillary Clinton a une attitude invariable à l'égard de son mari : elle le soutient dans ses dénégations, parlant d'une « vaste conspiration de droite », ceci même après la confirmation des rapports extra-conjugaux de son mari.

Hillary Clinton prononçant son discours, le 5 septembre 1995, lors du 4e congrès mondial des Nations Unies sur les femmes à Pékin, en Chine, déclarant que « […] les droits des femmes sont des droits de l'homme ».

Pour beaucoup de républicains, son nom fut prononcé avec le même mépris que celui de Edward Moore Kennedy : celui d'une libérale, au sens américain du terme, gauchiste, progressiste, ayant fait des études dans les grandes universités de l'Ivy League. Ils lui reprochent d'être sortie du rôle de première dame réservée, d'influer sur les questions politiques notamment celles de la réforme du système de santé. Certains affirment que son mariage n'était qu'une alliance politique entre deux jeunes gens brillants et ambitieux, scellée au plus profond du rayon « juridique » de la bibliothèque de Yale. D'autres y voient un mariage comme un autre d’où les désaccords et brouilles sont soigneusement cachés à l'extérieur pour ne pas nuire aux ambitions des deux époux. Ils lui reprochent aussi son activisme proavortement.
Depuis 2003, elle est membre du groupe chrétien traditionaliste The Family (La Famille), dirigé par Douglas Coe (en), dont font également partie des sénateurs connus pour leurs positions conservatrices et antiavortement tels que Tom Coburn, George Allen, Jr. ou Rick Santorum.
Hillary Clinton obtient de nombreux soutiens en raison de sa défense incessante du droit des femmes à travers le monde et de son engagement pour les enfants. Elle défend toujours son projet d'extension du régime d'assurance maladie, les campagnes de vaccinations obligatoires pour les enfants et une sensibilisation plus forte de la population aux problèmes de santé. Elle travaille aussi sur d’autres projets moins renommés tels le CHIP, Children’s Health Insurance Program en français : « Programme d'Assurance Maladie pour les Enfants », et un financement pour le dépistage du cancer du sein.

### Sénatrice pour l'État de New York

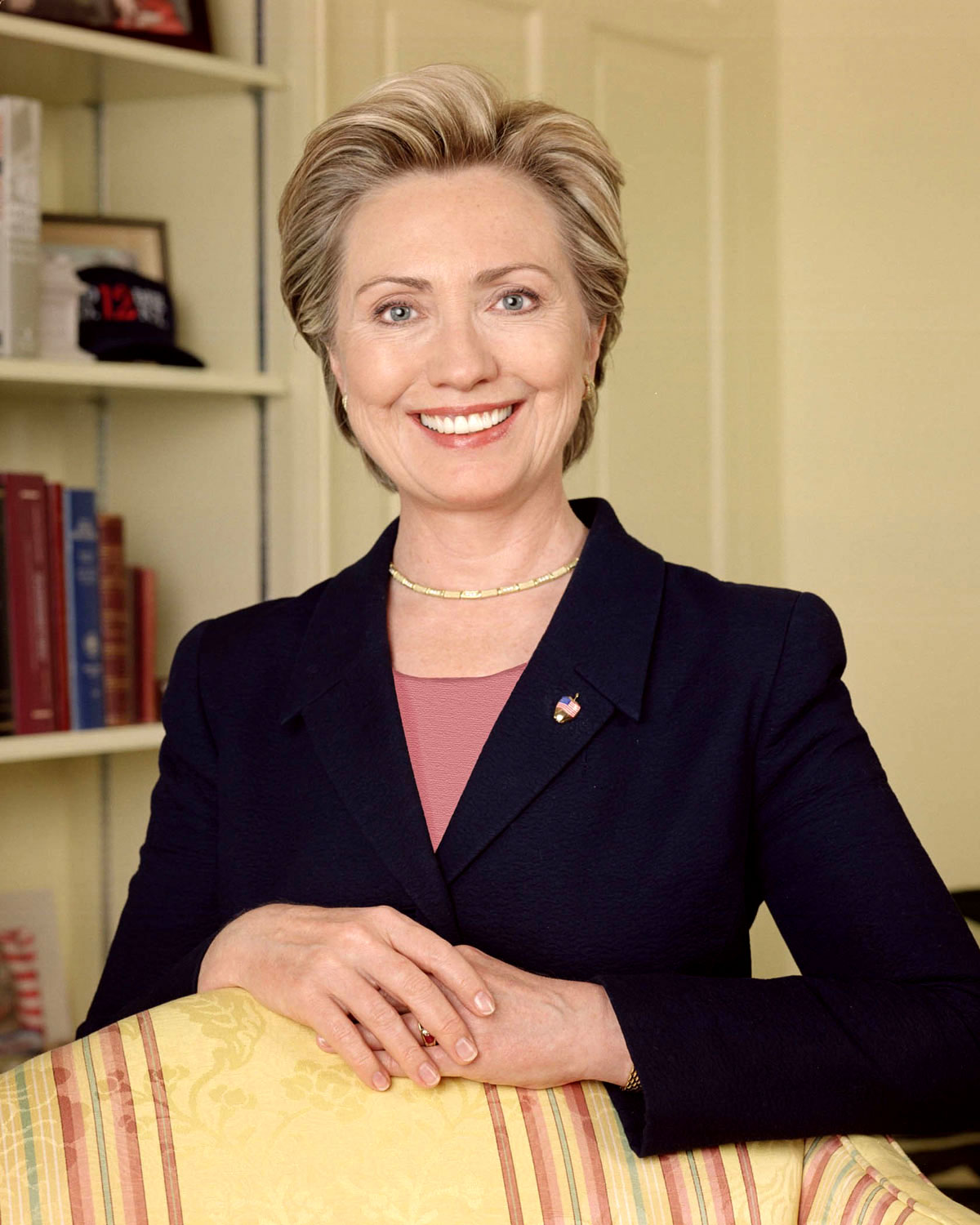
Portrait officiel d'Hillary Clinton comme sénatrice.

Après quelques problèmes légaux liés à son « parachutage » dans l'État de New York, notamment pour y obtenir une adresse, et sous le feu des médias des États-Unis ainsi que de la presse mondiale, Hillary Clinton se présente au poste de sénatrice pour l'État de New York aux élections de 2000, l'autre siège de sénateur, tenu par le démocrate Chuck Schumer, n'étant pas à pourvoir lors de cette élection. Afin de contrer son image de libérale, au sens américain du terme, c'est-à-dire de gauche, elle tint à faire campagne dans le nord de l'État, région traditionnellement républicaine.
Le populaire Rudy Giuliani, maire républicain de la ville de New York, est pressenti pour se présenter face à elle, mais il en est empêché pour des raisons de santé (souffrant d'un cancer de la prostate). Son adversaire est alors le jeune Rick Lazio, représentant républicain de Long Island au Congrès fédéral. Malgré une campagne intense du Parti républicain, afin de faire échouer un symbole des « années Clinton », elle est élue avec 55 % des voix le 7 novembre 2000. Bien que battu, Lazio obtient lors de cette élection le meilleur résultat d'un candidat républicain dans l'État de New York depuis de nombreuses années.

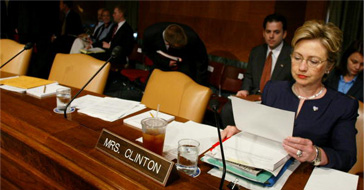
La sénatrice Hillary Clinton, en juillet 2005.

En gagnant son siège, elle devient la première Première dame des États-Unis à être élue à un poste officiel et la première femme à être élue sénatrice de l'État. Elle est investie au Sénat le 3 janvier suivant par le vice-président de son mari, Al Gore, alors que sa présidence prend fin le 20 janvier. Au Congrès, elle fait débloquer 20 milliards de dollars de fonds fédéraux pour aider la ville de New York après les attentats du 11 septembre 2001.
Elle publie en 2003 ses Mémoires en échange d'une avance de huit millions de dollars. Malgré des rumeurs dans la presse et quelques hésitations personnelles, Hillary Clinton ne se présente pas contre George W. Bush, lors de l'élection présidentielle de 2004.
Lors des élections de mi-mandat du président George W. Bush, le 7 novembre 2006, Hillary Clinton est réélue, avec plus de 67 % des suffrages.

### Primaires présidentielles démocrates de 2008
Alors que depuis plusieurs années, de nombreuses rumeurs font état de sa volonté de se présenter à la présidence des États-Unis, Hillary Clinton annonce sa candidature sur son site Internet le 20 janvier 2007. Elle bénéficie d’une très grande habitude de la scène politique et les électeurs la connaissent déjà.

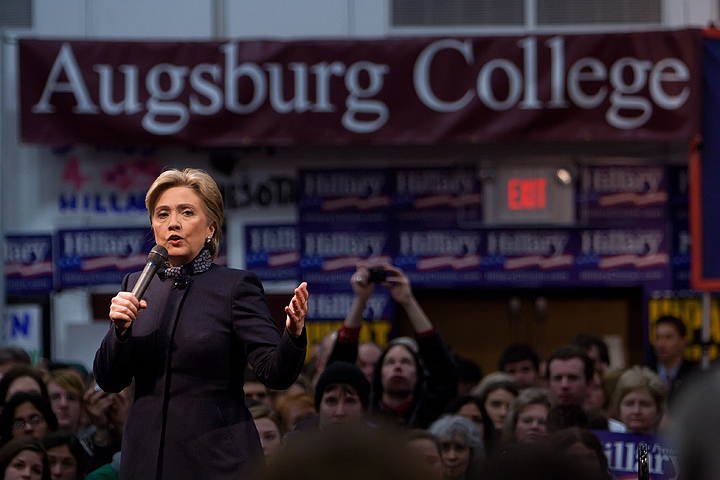
Hillary Clinton en campagne à Minneapolis (Minnesota), en février 2008.

Barack Obama, John Edwards, Joe Biden, Christopher Dodd, Dennis Kucinich, Bill Richardson et Mike Gravel se présentent également à l'investiture démocrate. Certains analystes soulignent que les deux mandats de George W. Bush ouvriraient une sorte de « boulevard » électoral au candidat démocrate en vue de l’élection présidentielle de 2008.
La campagne à l'investiture démocrate pour l'élection présidentielle commence traditionnellement par le caucus de l'Iowa, le 3 janvier 2008. Contre toute attente, Hillary Clinton arrive alors en troisième position (29 %) derrière John Edwards (30 %) et Barack Obama (38 %).

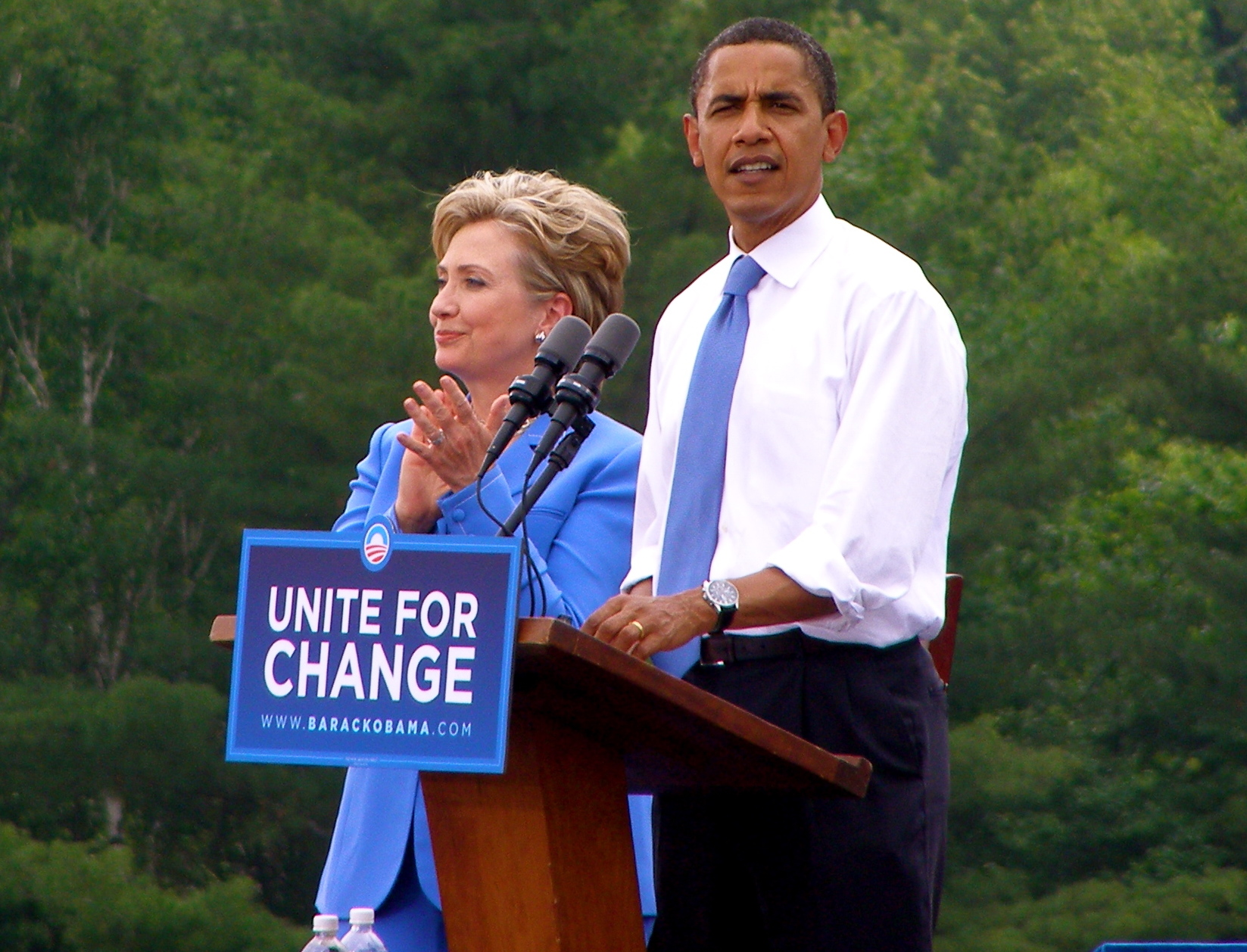
Hillary Clinton avec Barack Obama lors de l'annonce de son ralliement à sa candidature, le 27 juin 2008, dans le New Hampshire.

Mais lors de la primaire du New Hampshire, alors que l'ensemble des sondages la donnent perdante, elle remporte le scrutin, avec trois points d'avance sur Barack Obama (39 % des suffrages contre 36 % à Obama). Dans le même temps, elle devient la deuxième femme à gagner une primaire aux États-Unis après Shirley Chisholm en 1972. Elle s'impose ensuite dans la primaire du Michigan, boycottée par Obama et Edwards et dont les résultats ne sont pas reconnus par le Comité national démocrate. Elle obtient le plus grand nombre de voix dans la primaire du Nevada avec 50,77 % des voix contre 45,12 % à Barack Obama, mais moins de délégués pour la convention que son adversaire. Lors du débat précédant les primaires de Caroline du Sud, elle accuse son principal rival d'avoir accepté de l'argent d'un homme d'affaires soupçonné de fraudes. Barack Obama lui rétorque qu'elle était une « avocate d'affaires siégeant au conseil d'administration de Wal-Mart » et l'accuse, elle et Bill Clinton, de déformer systématiquement ses propos notamment sur l'influence qu'aurait eue sur lui l'ancien président républicain Ronald Reagan. Distancée dans l'électorat afro-américain qui assure la victoire d'Obama en Caroline du Sud, elle remporte la primaire de Floride, elle aussi non comptée pour le résultat final.
Les élections du Super Tuesday du 5 février 2008 n'arrivent pas à la départager de Barack Obama. Elle gagne dans huit États sur vingt-deux, et notamment dans les États très peuplés, donc avec beaucoup de délégués, comme l'État de New York ou la Californie. Elle subit ensuite onze défaites successives, certaines très importantes, avant de remporter, le 4 mars, les primaires démocrates de l'Ohio et du Rhode Island. Au Texas, elle obtient moins de délégués que Barack Obama, en raison du système mixte qui y est en vigueur : elle perd le caucus, mais gagne les primaires. Le 22 avril 2008, elle remporte la primaire de Pennsylvanie qui lui permet de se maintenir dans la course à l'investiture démocrate.
Au mois de mai, Hillary Clinton a désormais une chance quasi nulle de battre Barack Obama en nombre de délégués élus. Malgré les appels à son abandon de la course à l'investiture démocrate, elle se maintient, en comptant notamment sur un faux pas de son concurrent avant le 3 juin. Or, c'est elle qui en fait un, le 23 mai, par une allusion maladroite à un éventuel assassinat du sénateur de l'Illinois ou sur la prise en compte par le parti des primaires controversées du Michigan et de la Floride. Sur ce dernier point, les cadres du Parti démocrate décident finalement de n'accorder qu'une demi-voix aux délégués issus de ces deux primaires, ce qui empêche Hillary Clinton de combler significativement son retard sur Barack Obama (31 mai).
Sa défaite étant devenue inéluctable à partir du 3 juin, Clinton annonce le 7 juin son ralliement à la candidature de Barack Obama. Lors de cette campagne, Hillary Clinton avait toutefois réussi à emporter plus de voix que Barack Obama. En additionnant primaires et caucus, elle obtient environ 17,9 millions de voix contre 17,6 millions à son adversaire.

### Secrétaire d'État des États-Unis
Le 1er décembre 2008, le président élu Barack Obama nomme Hillary Clinton, secrétaire d'État des États-Unis de son futur cabinet présidentiel.
Le mois suivant, le 15 janvier 2009, la nomination d'Hillary Clinton est validée par la commission des Affaires étrangères du Sénat américain, dirigé par John Kerry. Elle reçoit l'aval de l'ensemble des seize sénateurs à l'exception du sénateur de Louisiane David Vitter. Le sénateur du Texas John Cornyn prend alors la tête d'un comité conservateur pour empêcher Hillary Clinton d'être investie dès le 20 janvier comme la majorité des membres de l'administration Obama ; ils justifient leur blocage à la suite de la controverse sur la fondation Clinton. Le 21 janvier, la nomination d'Hillary Clinton au département d'État des États-Unis est approuvée par le Sénat avec quatre-vingt-quatorze voix contre deux oppositions (David Vitter et Jim DeMint).

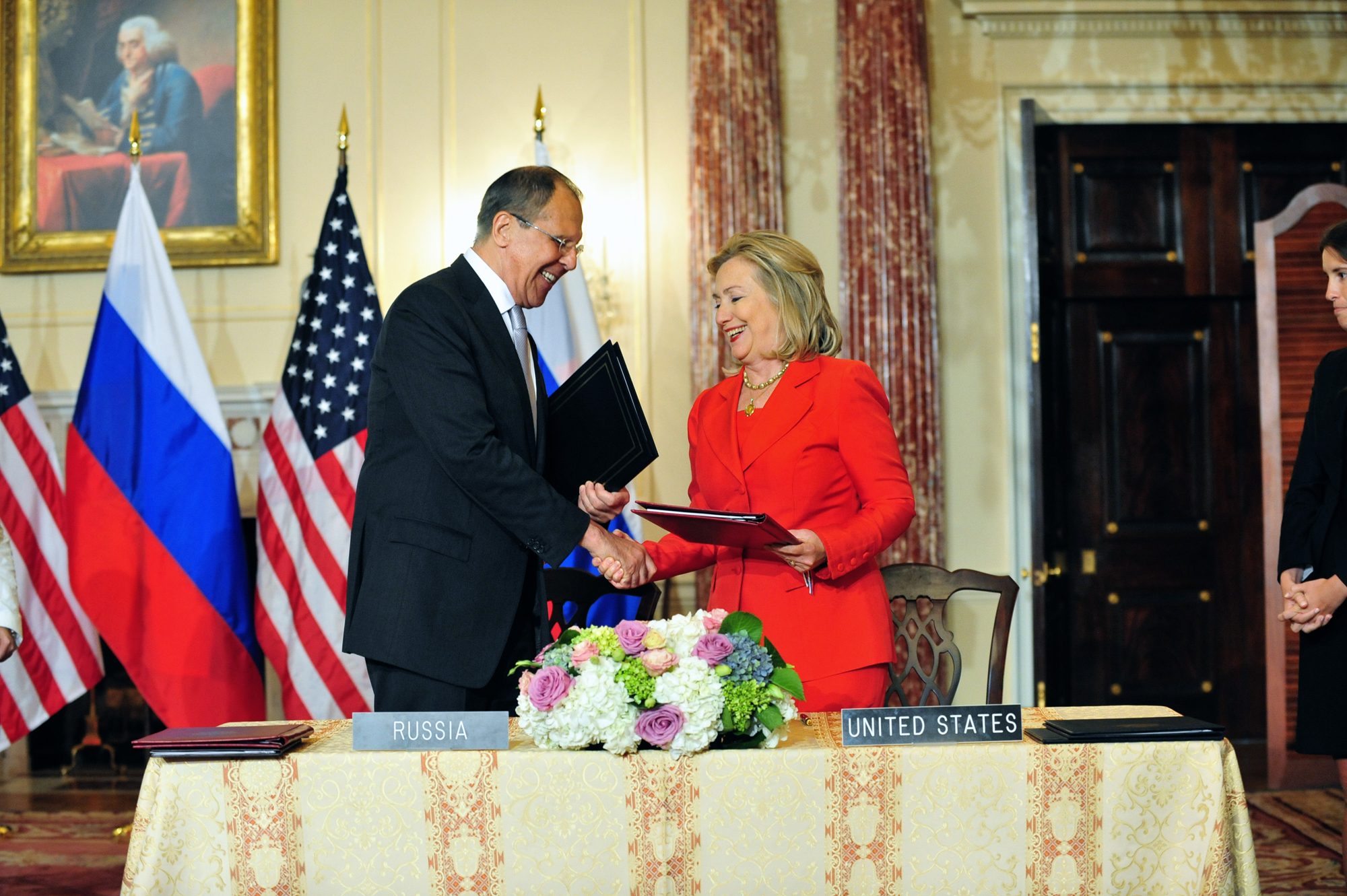
Hillary Clinton et Sergueï Lavrov en 2011.

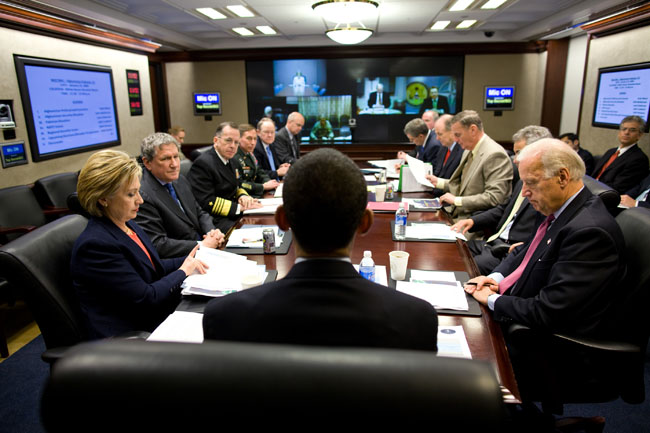
La secrétaire d'État Hillary Clinton, aux côtés du président Barack Obama et du vice-président Joe Biden, dans la Situation Room.

Lors de son discours d'entrée en fonction, elle annonce la nomination de deux émissaires diplomatiques : George J. Mitchell, pour le Proche-Orient, et Richard Holbrooke pour l'Afghanistan et le Pakistan. Elle rappelle que l'une des priorités de la politique étrangère américaine est la paix entre Israël, la Palestine et les voisins arabes d'Israël.
Du 16 au 22 février 2009, elle parcourt l'Asie du Sud-Est faisant escale en Corée du Sud, en Indonésie, en Chine et au Japon. Elle en profite pour appeler à renforcer les liens entre la Chine et les États-Unis.
En 2010, le Cablegate révèle qu'elle a prescrit aux diplomates américains diverses activités d'espionnage. Au nombre des personnes espionnées figuraient notamment de hauts fonctionnaires de l'ONU, y compris Ban Ki-moon, secrétaire général de cette organisation.
Hillary Clinton est l'une des plus ferventes partisanes de l'intervention militaire de 2011 en Libye et se réjouit de la mort de Mouammar Kadhafi, en déclarant « We came, we saw, he died ». Barack Obama considérera en 2016 que le manque de suivi en Libye après cette intervention, qu'il juge justifiée, a été sa pire erreur.
Elle annonce, en octobre 2012, son intention de quitter ses fonctions à la tête du département d'État au terme du mandat présidentiel de Barack Obama. Parmi tous les secrétaires d'État américains, elle est celle qui s'est le plus déplacée, avec plus de 1,5 million de km parcourus en avion et 112 pays visités.
Elle enregistre huit jours après avoir quitté le secrétariat d'État une société dans le Delaware — un paradis fiscal n'imposant pas sur les revenus générés en dehors de l’État — pour y placer les millions de dollars obtenus lors de ses conférences.

### Élection présidentielle de 2016

#### Primaires démocrates
Après son départ du secrétariat d'État, Hillary Clinton reste présente sur la scène politique américaine et sa candidature à l'élection présidentielle de 2016 est un sujet de spéculations importantes,. Elle annonce sa candidature aux primaires démocrates le 12 avril 2015. Les sondages montrent alors qu'elle doit facilement remporter la primaire et qu'elle l'emporterait sur la plupart de ses opposants républicains.

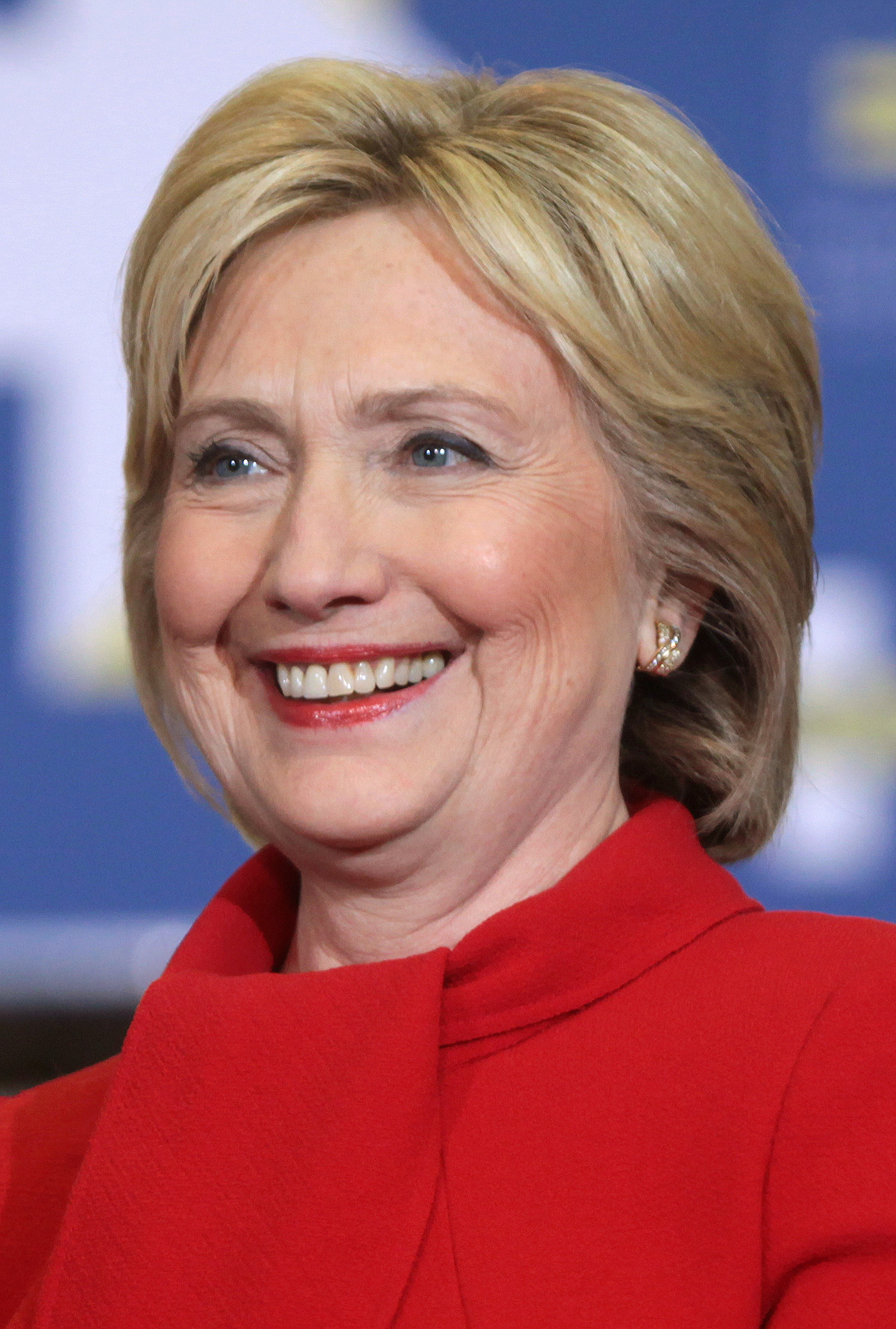
Hillary Clinton à Des Moines (Iowa) en 2016.

Son score baisse après la révélation de son utilisation d'un serveur informatique privé lorsqu'elle était secrétaire d'État (l'obligeant ensuite à soumettre des milliers de pages de courriels imprimés sur papier), en particulier dans les États charnières (swing states) de l'Iowa, du Colorado et de la Virginie. Après plusieurs mois de polémique et alors que les études indiquent que l'opinion américaine doute de plus en plus de son honnêteté, elle reconnaît finalement une « erreur » dans l'affaire de ses courriels.
Elle doit aussi faire face à la percée de son principal rival, Bernie Sanders, sénateur du Vermont. Marqué plus à gauche qu'elle (il se revendique « socialiste démocrate »), il réussit à la surprise générale à resserrer considérablement l'écart le séparant de la favorite,. Les raisons de cette montée semblent résider non seulement dans un rejet croissant de la personnalité d'Hillary Clinton, mais aussi dans une dynamique d'adhésion de l'électorat démocrate aux idées du sénateur du Vermont,. Ce dernier a également l'image d'un homme rédigeant lui-même ses discours et ne se laissant pas influencer par les lobbys alors que le mari et la fille d'Hillary Clinton font campagne pour elle, ce qui est parfois mal perçu. En janvier 2016, des sondages montrent que 60 % des Américains jugent qu'Hillary Clinton n'est « ni sincère ni digne de confiance », mais 60 % jugent toutefois qu'elle a les « qualités d'un leader » et 67 % qu'elle a une « sérieuse expérience ».

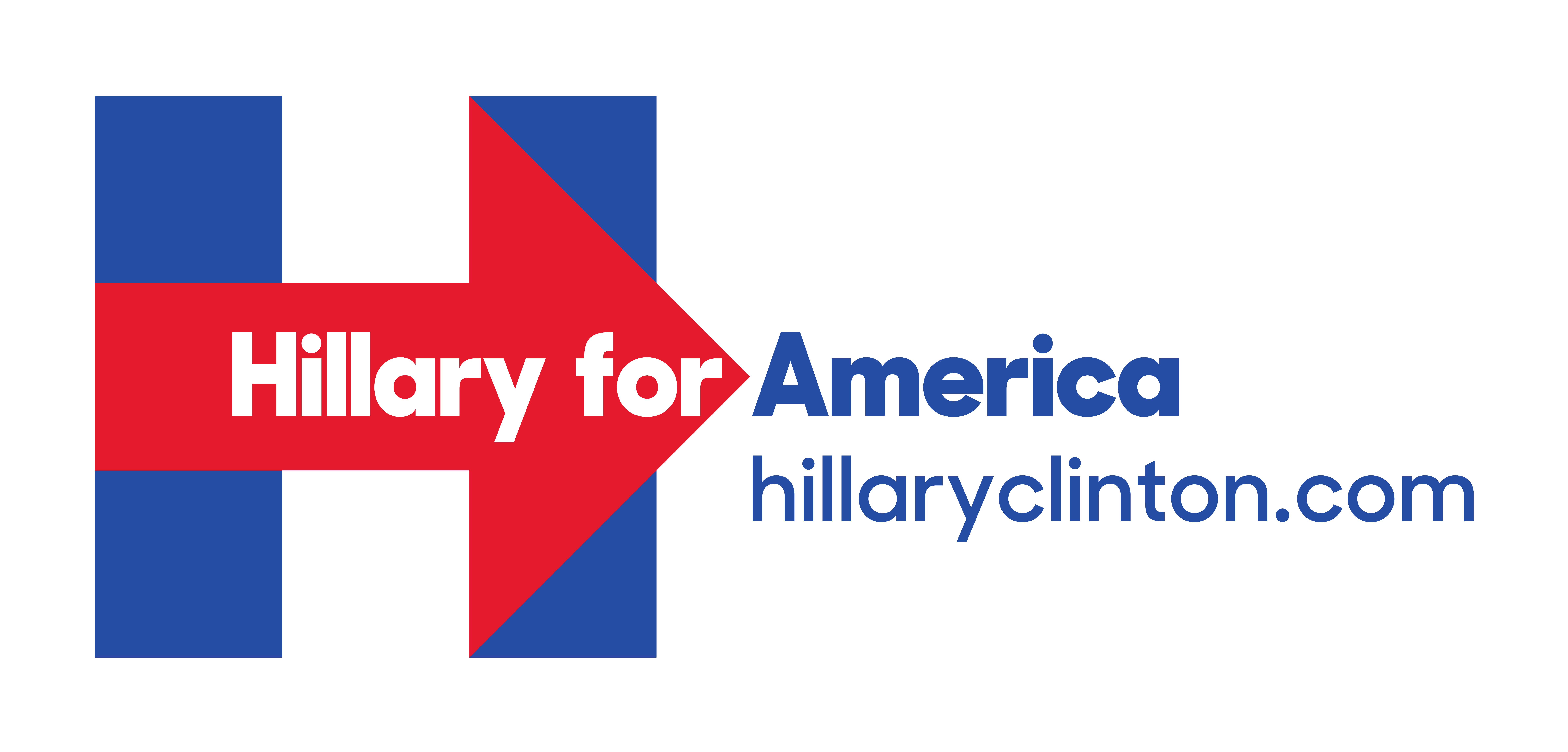
Logo de campagne officiel d'Hillary Clinton pour l'élection présidentielle de 2016.

Elle remporte de justesse le caucus de l'Iowa le 1er février 2016, avec 23 délégués contre 21 pour Bernie Sanders. Une semaine plus tard, elle est largement battue lors de la primaire du New Hampshire. Elle remporte ensuite le caucus du Nevada, puis bat largement Sanders lors des primaires de Caroline du Sud. Elle gagne la plupart des États en jeu lors du Super Tuesday du 1er mars. Cette victoire confirme le statut de favorite pour Hillary Clinton, et met Sanders en difficulté. Le 5 mars, elle remporte largement la Louisiane, tandis que Sanders remporte le même jour deux États, le Kansas et le Nebraska.
Elle est battue le 6 mars dans le Maine. Puis, à la surprise générale, elle perd de justesse dans le Michigan, État où les sondages la donnaient largement gagnante ; bien qu'elle remporte une majorité écrasante lors de la primaire organisée le même jour dans le Mississippi grâce au vote noir, cette défaite dans le Michigan la met en difficulté et redonne des couleurs à la campagne de Sanders. Le 15 mars, lors du deuxième Super Tuesday, elle remporte les cinq États en jeu : elle s'impose sans difficulté en Floride, dans l'Ohio et en Caroline du Nord, mais gagne avec des marges extrêmement réduites dans l'Illinois et le Missouri.

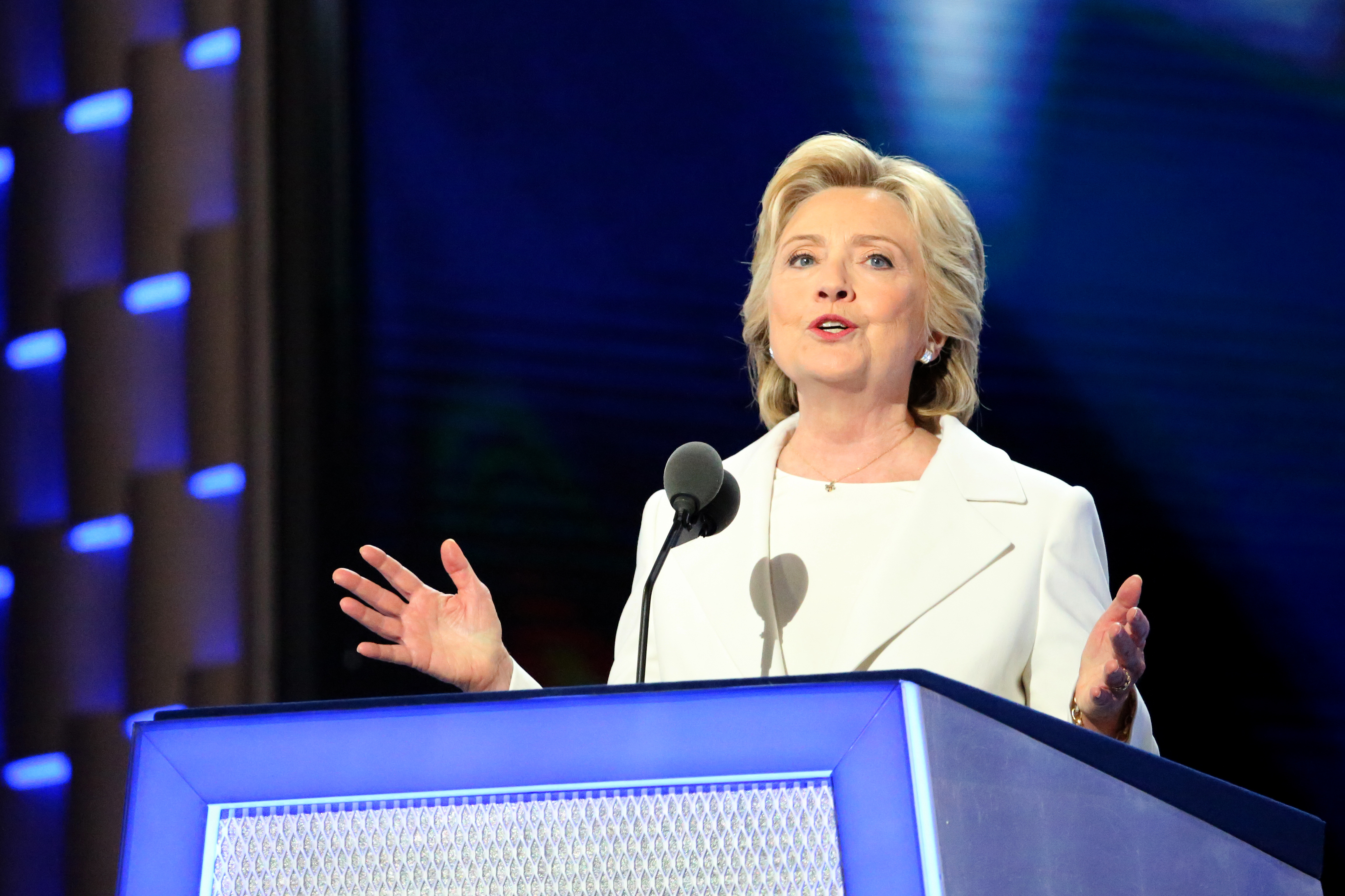
Hillary Clinton acceptant officiellement la nomination du Parti démocrate à la présidence le quatrième soir de la Convention nationale démocrate à Philadelphie, le 28 juillet 2016.

Bien qu'elle dispose d'une avance en termes de délégués, la dynamique passe du côté de Bernie Sanders, qui enchaîne les victoires. Si, le 22 mars, Hillary Clinton remporte l'Arizona au terme d'un scrutin controversé, elle est battue largement dans l'Utah et l'Idaho. Bernie Sanders remporte ensuite, le 26 mars, trois victoires écrasantes en Alaska, dans l'État de Washington et à Hawaï, ce qui permet à celui-ci de rattraper une partie de son retard sur Hillary Clinton. Le 5 avril, Sanders remporte nettement la primaire du Wisconsin alors que les résultats étaient jusqu'ici beaucoup plus serrés dans les États du Midwest. Dans la foulée de cette victoire, les enquêtes d'intentions de vote mettent en évidence une poussée de Sanders au détriment de Clinton, plusieurs instituts donnant même le sénateur du Vermont vainqueur au niveau national.

Mais Hillary Clinton arrête Bernie Sanders dans son élan, en remportant largement la primaire de New York, le 19 avril, en gagnant ce jour-là près de 140 délégués. Le 26 avril, lors du troisième Super Tuesday, Hillary Clinton remporte quatre États sur les cinq qui étaient en jeu, dont la Pennsylvanie, où 189 délégués étaient en jeu. Ces cinq victoires en une semaine permettent à Clinton de dépasser le nombre symbolique des 2 000 délégués (en comptant les super-délégués qui la soutiennent), et de se rapprocher des 2 383 délégués nécessaires pour remporter l'investiture démocrate. Ces victoires réduisent aussi à néant les derniers espoirs de Bernie Sanders de remporter les primaires. Le 7 juin, à l'occasion du dernier Super Tuesday, elle remporte quatre des six primaires organisées, malgré des victoires souvent étroites, dont celle de l'État de Californie, avec 53 % des suffrages exprimés. Elle dépasse alors le nombre de délégués nécessaire pour être désignée candidate du parti à l'élection présidentielle (soit 2 383 délégués). Elle devient ainsi la première femme à être la candidate démocrate à une élection présidentielle américaine ; elle choisit Tim Kaine comme colistier.

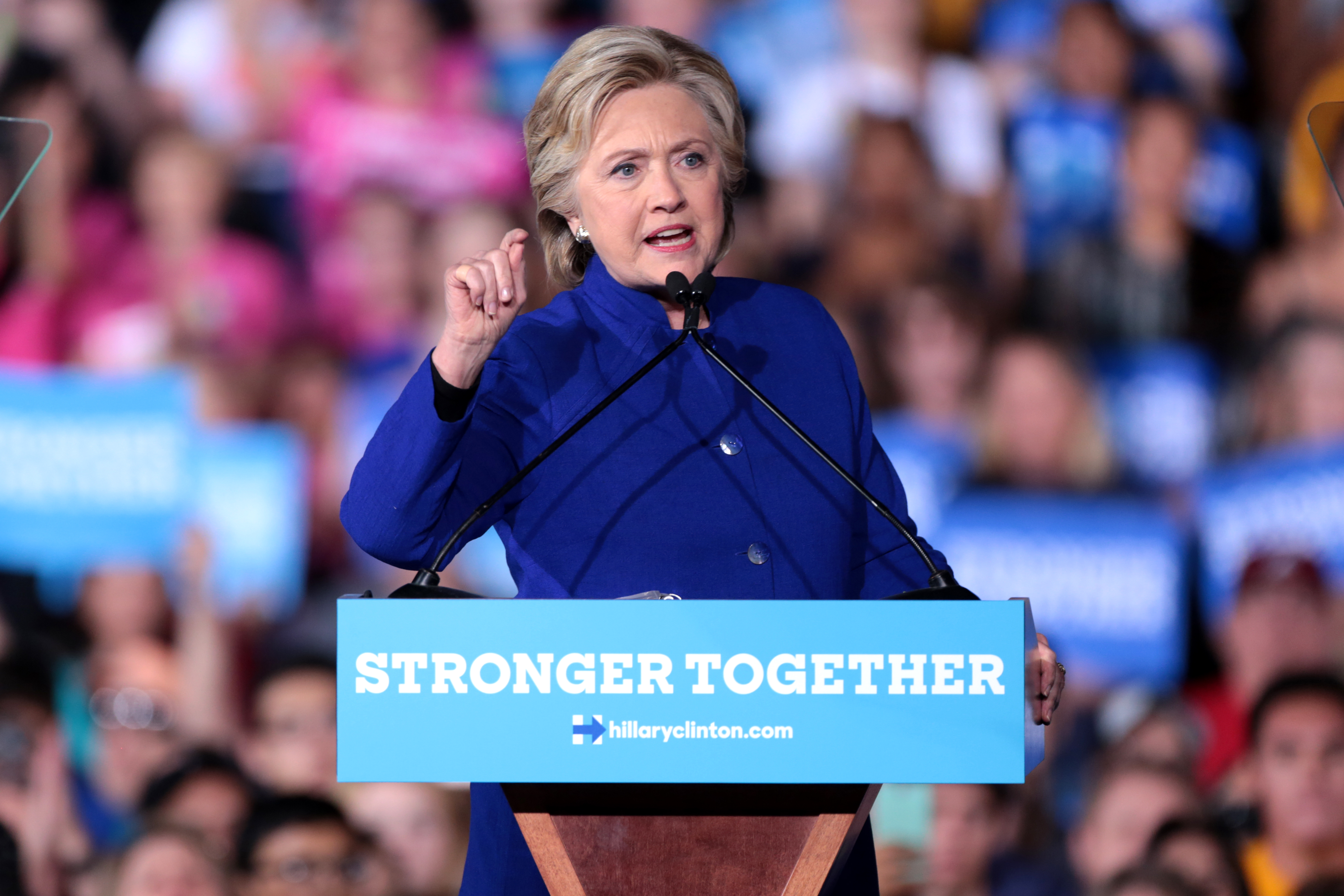
Hillary Clinton en campagne en Arizona, en novembre 2016.

En 2017, de nouvelles révélations font surface et reprochent directement à Hillary Clinton et son équipe une manipulation de l'organisation du Parti démocrate en vue des scrutins électoraux des primaires présidentielles. Selon Donna Brazile, présidente par intérim du Comité national démocrate en 2011 et en 2016, Hillary Clinton aurait négocié un accord stratégique avec le Parti démocrate. En échange d'un soutien financier au parti apporté par la candidate, celle-ci aurait bénéficié d'un droit de veto concernant les opérations financières et stratégiques. Ces démarches auraient notamment facilité la victoire de l'ancienne première dame face à Bernie Sanders.

#### Échec face à Donald Trump
Selon le site Mediapart, elle est jugée, « de l'avis de la plupart des commentateurs politiques américains, de droite comme de gauche, la personne la plus qualifiée à n'avoir jamais prétendu au poste de commander-in-chief ».
Après son investiture comme candidate démocrate, elle est donnée largement gagnante face à Donald Trump, investi par le Parti républicain. Mais son avance s'effrite au fil des semaines en raison du dynamisme de son adversaire, mais aussi de son implication dans plusieurs scandales, en particulier celui concernant son utilisation d'un serveur privé pour ses courriels au département d'État,. Elle est contrainte de s'excuser après avoir traité de « pitoyables » la moitié des électeurs de Donald Trump, qu'elle a désignés comme des « racistes, sexistes, homophobes, xénophobes, islamophobes ».
Elle remonte dans les sondages à la suite des débats télévisés et de polémiques sur le sexisme supposé de Donald Trump,,. Bien que l'écart avec celui-ci se soit légèrement tassé lorsque le FBI rouvre l'enquête sur ses courriels, elle demeure largement favorite du scrutin lors de la tenue des votes anticipés pour l'élection présidentielle,,,. La quasi-totalité de la presse américaine lui apporte alors son soutien.

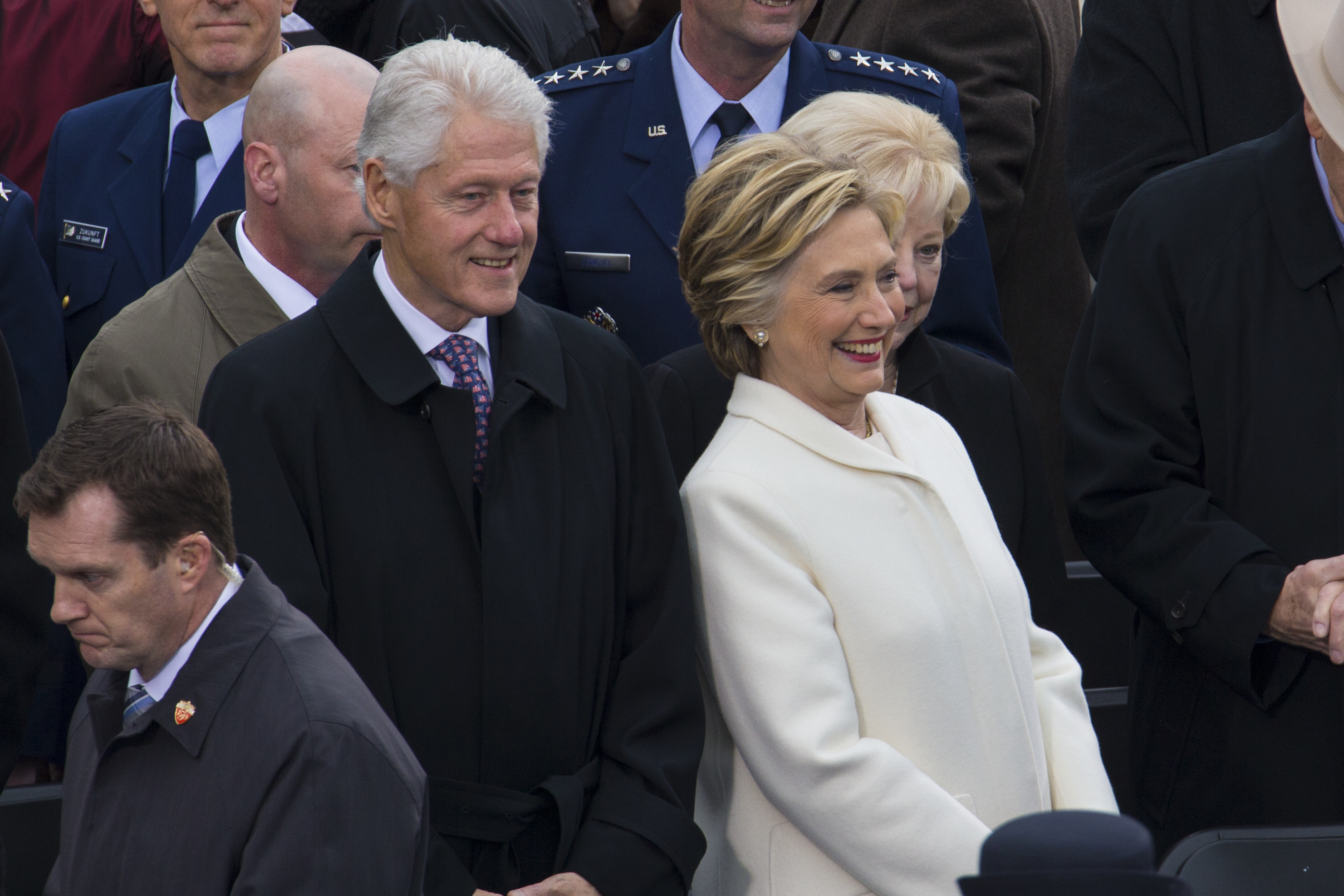
Hillary Clinton avec son mari lors de l'investiture de Donald Trump, le 20 janvier 2017.

Mais, le 8 novembre 2016, à la surprise générale, elle perd l'élection présidentielle, Donald Trump ayant obtenu une large majorité des grands électeurs (304 contre 227), bien qu'elle le devance de près de 3 millions en nombre de suffrages exprimés. Avec son mari Bill Clinton, elle est présente à l'investiture de Donald Trump, elle déclare sur son compte Twitter: "Je suis ici aujourd'hui pour honorer notre démocratie et ses valeurs durables, je ne cesserai jamais de croire en notre pays et en son avenir". Lors de cette cérémonie des partisans de Donald Trump la huent en scandant « lock her up » (« mettez-la en prison »).

### Après l'élection présidentielle de 2016
À la suite de cette défaite, certains de ses collaborateurs annoncent qu'elle ne compte plus se présenter à une élection,. Cependant, plusieurs médias font état d'un possible projet de candidature à la mairie de New York en 2017,. Elle crée également le mouvement Onward Together, pour « soutenir des candidats et des causes, travailler avec des jeunes… ». Elle chronique sa défaite dans Ça s'est passé comme ça.
En 2018, elle s'associe à Steven Spielberg pour produire une série sur la lutte des femmes pour le droit de vote, adaptée de l'ouvrage d'Elaine Weiss The Woman’s Hour: The Great Fight to Win the Vote.

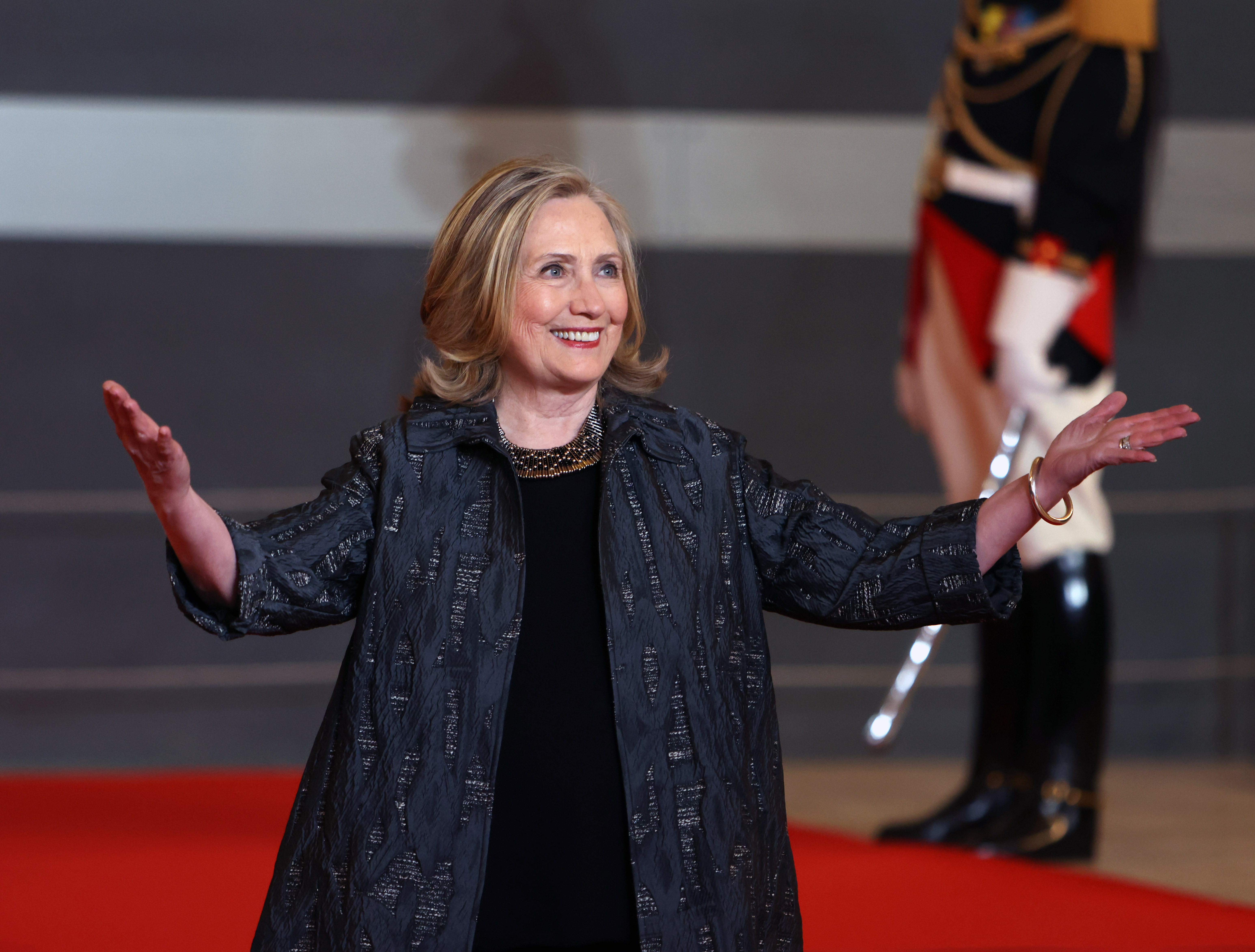
Hillary Clinton participant au Forum Génération Égalité, à Paris, le 30 juin 2021.

Le 2 janvier 2020, elle est nommée chancelière de l'université Queen's de Belfast, et prend ses fonctions en septembre 2021, en raison de la pandémie.
En février 2020, elle annonce le futur lancement de son podcast You and Me Both en collaboration avec iHeartRadio, dont la première saison commence au mois de septembre,.
En mars 2020, elle collabore avec Nanette Burstein sur une série documentaire nommée Hillary. Ce documentaire retrace sa vie, de son enfance jusqu'à la campagne pour l'élection présidentielle de 2016.
Elle exclut de participer aux primaires démocrates pour l'élection présidentielle de 2020, bien qu'elle affirme subir de fortes pressions pour une troisième candidature. En août 2020, elle suggère à Joe Biden de ne pas reconnaître son éventuelle défaite face à Donald Trump à l'issue de l'élection présidentielle,. Joe Biden remporte finalement l'élection face au président sortant, Donald Trump, et devient le 46e président des États-Unis le 20 janvier 2021.
En septembre 2022, elle et sa fille Chelsea Clinton, animent une série en huit épisodes appelé « Gustsy » diffusé sur Apple TV+ où l’ex-première dame et sa fille vont à la rencontre de « gutsy women » : des femmes courageuses, intrépides, qui ont du cran, qu’elles soient célèbres ou anonymes.
En septembre 2023, elle devient professeure d’affaires internationales à la School of International and Public Affairs (SIPA) de l’université Columbia, à New York.

## Opinions et prises de position

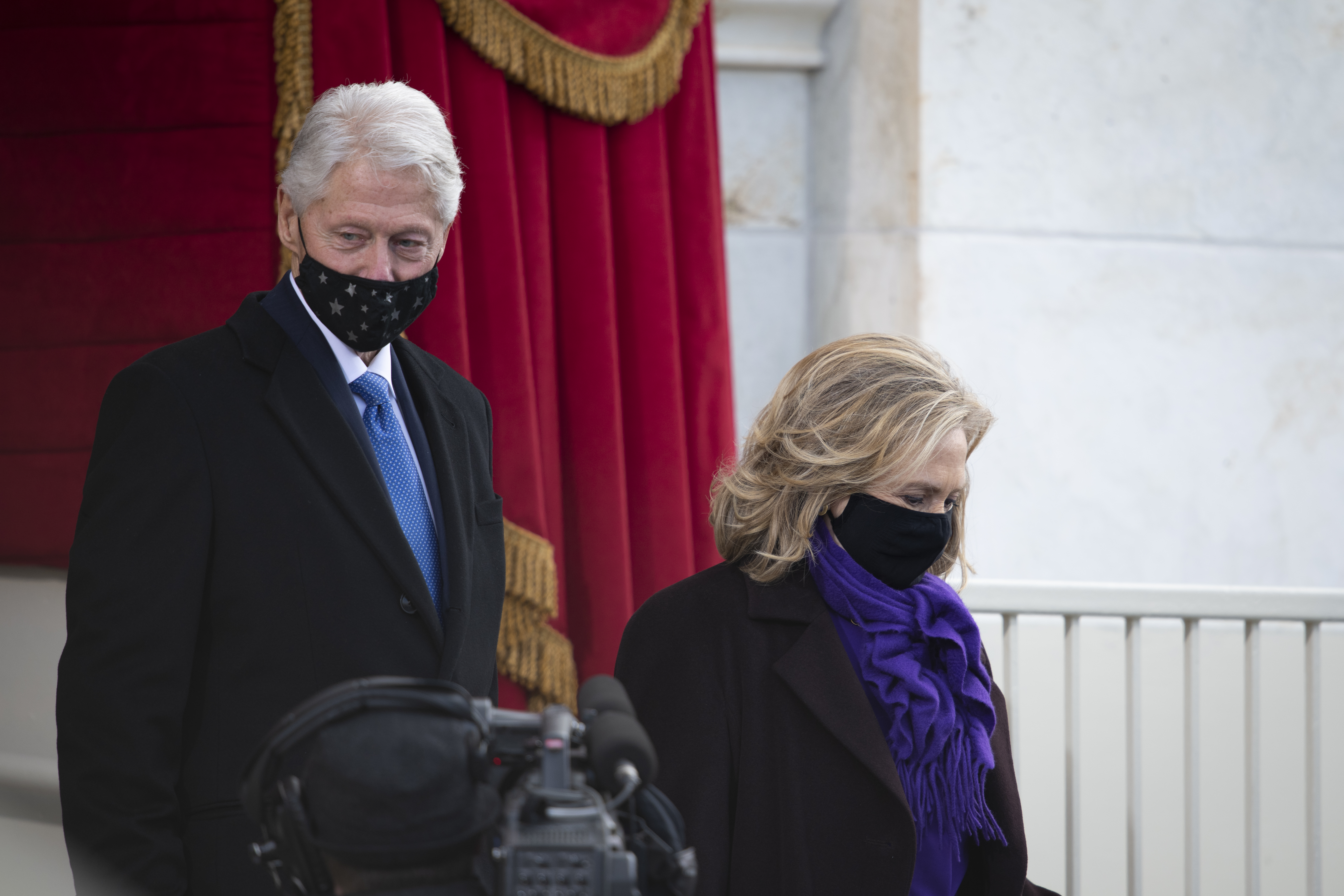
Hillary et Bill Clinton pendant la pandémie de Covid-19 (Washington, 20 janvier 2021).

### Positionnement
Alors qu'elle est présentée comme « gauchiste », Hillary Clinton entreprend de gommer son image de libérale pour se repositionner au centre dès son élection comme sénatrice. Après avoir activement soutenu les opérations militaires en Afghanistan et la guerre d'Irak (une position qu'elle regrettera par la suite), elle s'exprime également sur des thèmes comme la peine de mort, qu'elle a toujours soutenue, ou l’immigration clandestine. Selon le modèle statistique établi par les politologues Keith T. Poole et Howard Rosenthal, elle se classe en onzième position des élus du Sénat les plus à gauche (sur cent) en considérant l'ensemble de ses votes sur ses huit années au Sénat. En 2016, Hillary Clinton se réclame d'un espace allant du centre gauche au centre droit. Elle se prononce pour le transfert de l’ambassade américaine de Tel-Aviv à Jérusalem, condition presque indispensable – selon Serge Halimi du Monde diplomatique – pour obtenir le soutien financier des grands lobbys américains.

### Mariage homosexuel
Longtemps, y compris pendant les primaires démocrates de 2008, elle refuse de soutenir le mariage homosexuel aux États-Unis. Elle se prononce finalement en faveur de cette mesure en mars 2013 ; elle déclare alors que ses opinions « ont évolué ».

### Peine de mort
Hillary Clinton affirme lors d'un débat dans le cadre des primaires démocrates, le 4 février 2016, qu'elle reste favorable à la peine de mort. Elle précise en revanche que les condamnations à la peine capitale sont trop régulières dans le pays, et souhaite donc que son usage soit rare et limité notamment en raison du racisme judiciaire qui continue selon elle d'exister dans certains États fédérés.

### Économie
Elle prend position contre le partenariat transatlantique de commerce et d'investissement lors de sa campagne pour les primaires de 2016. La Commission européenne espère cependant une reprise des négociations si elle est élue. Des courriels échangés au sein de son équipe de campagne pour l'élection présidentielle de 2016, dévoilés par WikiLeaks, montrent des positions changeantes et contradictoires de la part d'Hillary Clinton sur le libre-échange.

### Immigration
En 2018, dans le cadre de la crise migratoire en Europe, elle appelle les chefs d'État européens à réduire l'immigration afin de contrer la montée des populistes de droite,.

## Controverses et polémiques

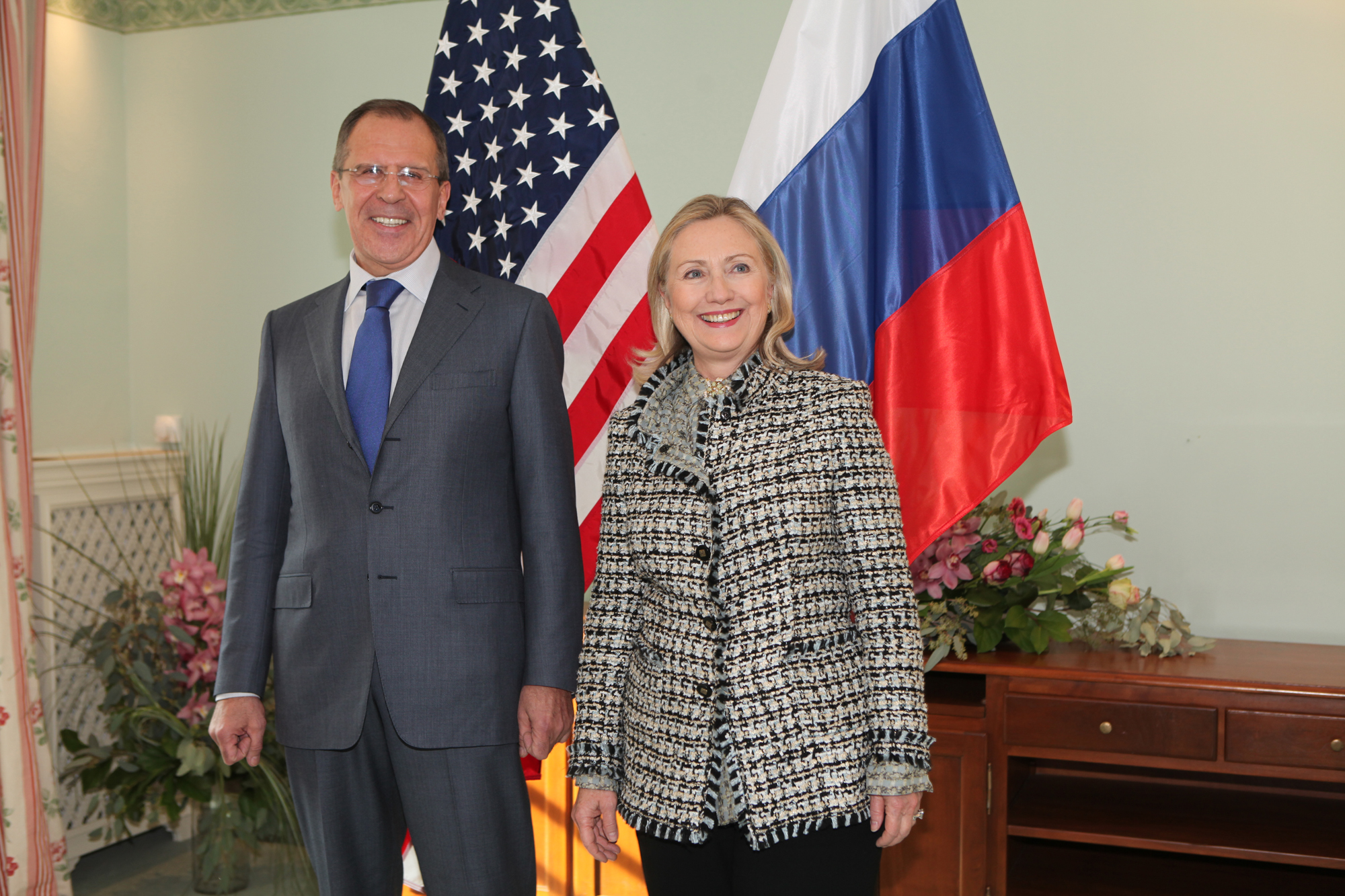
Hillary Clinton avec Sergueï Lavrov (Munich, 4 février 2012).

### Scandale du Whitewater
Cette affaire commence à partir d'investissements immobiliers de Bill et Hillary Clinton dans une entreprise commerciale ayant fait faillite dans les années 1970 et 1980. L'homme d'affaires David Hale affirme que Bill Clinton, alors gouverneur de l'Arkansas, avait fait pression sur lui afin qu'il accorde un prêt illicite de 300 000 dollars à Susan McDougal, associée des Clinton. Hale évoque également une création de sociétés fictives, puis le pillage de leurs fonds fédéraux, notamment les prêts SBA.
Bien que de nombreuses personnalités aient été condamnées, le couple Clinton n'a jamais été poursuivi. Jim Guy Tucker, le successeur de Bill Clinton comme gouverneur de l'Arkansas, a été reconnu coupable et a fait de la prison pour son rôle dans la fraude. De son côté, Susan McDougal est condamnée à une peine de 18 mois de prison, mais est graciée par le président Clinton juste avant que ce dernier ne quitte ses fonctions.

### Évolution de son patrimoine
À leur départ de la Maison-Blanche, la situation financière du couple Clinton est précaire, principalement du fait des frais procéduraux liés à l'affaire Lewinsky et de l'achat de logements. Mais alors que Bill et Hillary Clinton viennent de milieux modestes et qu’ils ont passé leur vie à faire de la politique, leur fortune est estimée en 2016 à plus de 110 millions de dollars. En quinze ans, le couple a amassé un revenu cumulé estimé à plus de 230 millions de dollars, notamment grâce à des conférences rémunérées.

### Attaque de Benghazi
Après l'attaque du consulat américain de Benghazi en septembre 2012 et l'enquête diligentée à la suite de la mort du diplomate américain J. Christopher Stevens et de deux agents du service de sécurité du département d'État, Hillary Clinton, a pris, en tant que secrétaire d'État, la responsabilité des manquements à la sécurité sur ces sites.

### Affaire des courriels
Le 2 mars 2015, à la suite d'un article paru dans The New York Times, elle se voit reprocher l'utilisation d'un serveur privé pour l'envoi de ses courriels alors qu'elle était secrétaire d'État. Cette attitude est qualifiée d'illégale, voire de dangereuse, au vu de failles de sécurité plus importantes auxquelles elle s'expose.
Le 5 juillet 2016, le directeur du FBI, James Comey, rendait publiques les conclusions de l'enquête lors d'une conférence de presse, délivrant un rapport accablant pour Hillary Clinton. Il lui reproche d'avoir fait preuve d'une « négligence extrême » en hébergeant des courriels contenant des informations classées secrètes sur des serveurs personnels non protégés, ajoutant que « toute personne sensée occupant la fonction de madame Clinton aurait dû savoir qu'un serveur non protégé ne pouvait accueillir des informations classées secret défense ». Il souligne que des espions étrangers ont pu avoir accès aux courriels d'Hillary Clinton, celle-ci ayant utilisé son serveur à l'étranger, dans des « territoires d'adversaires experts [en piratage] ».
Cependant, il ne recommande pas de poursuites à son encontre, n'ayant pas trouvé de preuve claire que la secrétaire d'État ou ses collaborateurs aient eu l'intention de violer la loi,,. Loretta Lynch suit cette recommandation et clôt le dossier. Donald Trump l'accuse alors de partialité, car Clinton avait déclaré auparavant que Lynch pourrait être maintenue à la tête du département de la Justice si elle accédait à la présidence. Lors de la campagne présidentielle, Trump menace de désigner un procureur spécial pour enquêter sur cette affaire s'il était élu président.
Fin octobre 2016, James Comey annonce que les équipes du FBI vont rouvrir le dossier au vu de la prise de connaissance de milliers de nouveaux courriels d'Hillary Clinton sur un ordinateur que partageait l'une de ses plus proches collaboratrices, Huma Abedin, avec son mari Anthony Weiner, accusé de pédophilie,.
En décembre 2016, des suspicions apparaissent à l'encontre de la Russie et des responsables du renseignement américain cités par NBC News affirment que Vladimir Poutine aurait lui-même commandité ces révélations.

### Possibles conflits d'intérêts autour de la Fondation Clinton

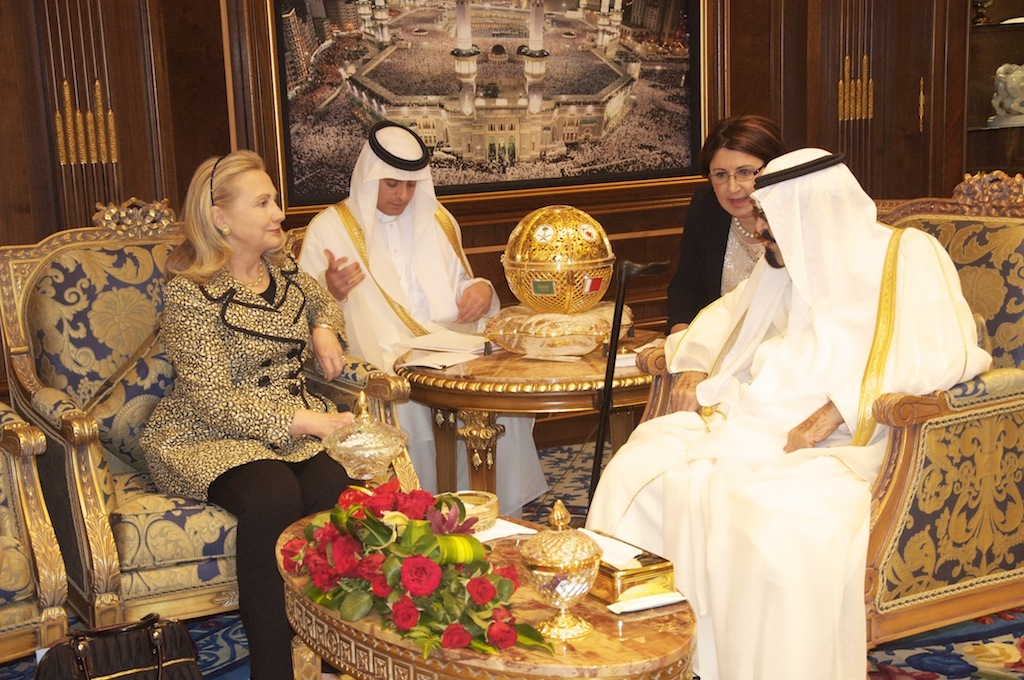
Hilary Clinton, secrétaire d'État, avec le roi Abdallah d'Arabie Saoudite, mars 2012.

Hillary Clinton a été accusée de conflit d'intérêts après sa prise de fonction de secrétaire d'État, en raison des nombreux financements d'États étrangers reçus par la Fondation Clinton créée par son mari Bill Clinton en 1997. Parmi les principaux donateurs de la fondation figurent notamment des États arabes comme l'Arabie saoudite, Oman, ou encore le Qatar. D'après le Washington Post, la fondation Clinton pèserait 2 milliards de dollars.
L'argent reçu par la fondation Clinton a fait l'objet d'un livre de Peter Schweizer, Clinton Cash (en), publié en mai 2015. L'ouvrage met en lumière les liens d'intérêts unissant la fondation Clinton avec des donateurs étrangers qui auraient bénéficié de décisions favorables de la part d'Hillary Clinton alors qu'elle était secrétaire d'État des États-Unis. Ce livre, la vidéo et la bande dessinée qui en ont été tirées, avec la publicité qui leur a été faite notamment par Breitbart News[réf. nécessaire], ont pu contribuer à la défaite d'Hillary Clinton lors de l'élection présidentielle américaine de 2016.
Il est ensuite apparu que ce livre a été financé par Le milliardaire Robert Mercer (un proche de Steve Bannon, lui même proche et associé de P. Schweizer, l'auteur du livre) au travers de sa fondation (Mercer Family Foundation via un don de 1,7 million de dollars fait en 2015 au Government Accountability Institute de Schweizer,,. Divers médias en ayant reçu des exemplaires préliminaires, dont le New York Times, le Washington Post et Fox News, ont accepté d'en parler, avant de se rendre compte que le livre contenait des faits non vérifiés et des faits inexacts (par exemple, Schweizer quand il promouvait son livre a faussement affirmé que Hillary Clinton, alors secrétaire d'État, disposait d'un droit de veto pour stopper la vente d'Uranium One à une entreprise publique russe. Le journal Time a écrit que dans ce livre « les allégations sont présentées comme des questions plutôt que comme des preuves » mais que « les sombres suggestions du livre reflètent le problème croissant auquel Clinton est confrontée dans sa campagne à la Maison Blanche en 2016, alors que de plus en plus de détails sur les activités de collecte de fonds de la fondation présentent l'apparence d'irrégularités et que son mandat de secrétaire d'État a manqué de transparence. Le livre a été critiqué par divers journalistes comme contenant des « sauts de logique », et tirant « des conclusions allant au-delà des preuves disponibles » ; NBC News estimant qu'« une partie des conclusions d'enquêtes de Schweitzer se sont effondrées après un examen minutieux » et que « Schweitzer y fait du trafic de spéculation ».
Particulièrement critiquée est l'acquisition de 20 % de la production d'uranium des États-Unis par l'Agence russe de l'énergie atomique Rosatom, car elle a nécessité l'approbation du ministère des Affaires étrangères américain quand Hillary Clinton en était ministre, et que des dons importants à la Fondation Clinton ont alors été effectués, notamment par des hommes d'affaires canadiens qui ont « financé et ensuite revendu aux Russes une compagnie connue sous le nom de Uranium One »,,,
En août 2016, la publication d'échanges de courriels entre l'équipe de l'ancienne secrétaire d'État et des responsables de la fondation Clinton fait apparaître que des donateurs auraient bénéficié d'un accès privilégié au cabinet d'Hillary Clinton en vue d'obtenir des décisions favorables. Un porte-parole d'Hillary Clinton déclare à propos qu'« aucun de ces courriels n'implique la secrétaire d'État ou ne concerne le travail de la fondation ». Ces publications renforcent néanmoins les soupçons de trafic d'influence qui pèsent sur la candidate démocrate depuis qu'elle a exercé les fonctions de secrétaire d'État. À la suite de la publication du livre, la Fondation Clinton a admis avoir commis des erreurs en divulguant certaines de ses contributions et avoir mis en œuvre de nouvelles règles augmentant les informations financières et limitant les dons étrangers. Il est apparu que le livre contenait plusieurs erreurs factuelles, notamment l'affirmation fausse selon laquelle Clinton aurait joué un rôle central dans la vente d'Uranium One à une entreprise publique russe alors que la Fondation Clinton recevait d'importants dons,,. Plusieurs semaines après la publication initiale du livre, HarperCollins et l'auteur ont apporté plusieurs corrections à l'édition Kindle du livre, modifiant « sept ou huit » passages.
Les potentiels conflits d'intérêts dans lesquels se trouverait Hillary Clinton via sa fondation ont fait l'objet de vives attaques de la part du candidat républicain à l'élection présidentielle de 2016, Donald Trump. Dans le cadre de sa campagne axée sur la dénonciation des élites corrompues dont Hillary Clinton serait une incarnation, Donald Trump accuse son adversaire démocrate d'avoir « transformé le département d'État en fonds d'investissement personnel ».
La déclaration des revenus publiée par la candidate du parti démocrate à l'élection présidentielle de novembre 2016 fait apparaître que les Clinton ont déduit de leur impôt sur les revenus de 2015 plus d'un million de dollars de dons à des organisations caritatives. Toutefois, il apparaît que la quasi-intégralité de ces dons a été réalisée au profit de fondations gérées par la famille Clinton.

### Problèmes de santé

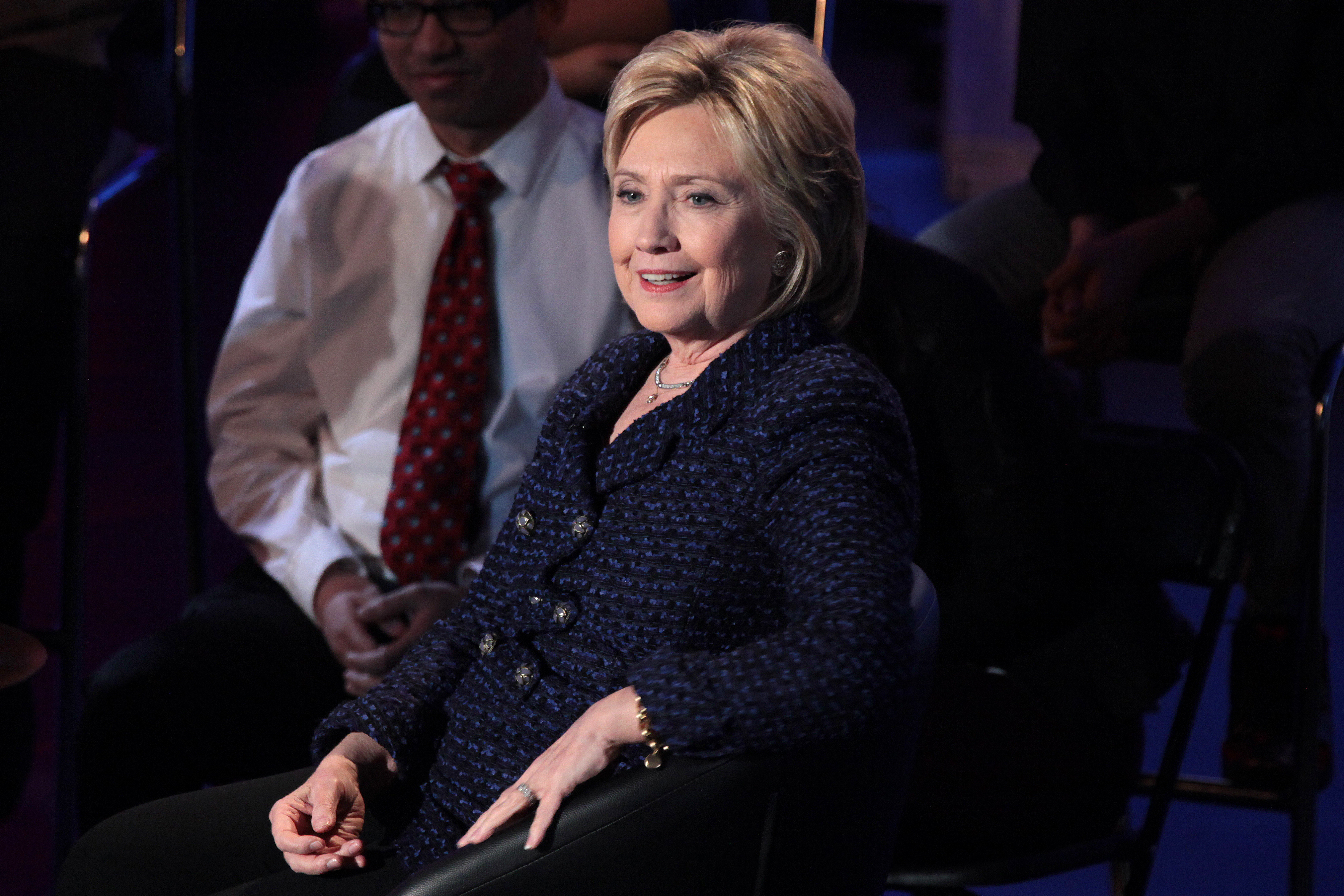
Hillary Clinton en 2016.

Hillary Clinton est hospitalisée en urgence en décembre 2012, après que les médecins ont découvert un caillot de sang s'étant formé à la suite d’une commotion cérébrale. Elle reste en convalescence pendant plusieurs semaines, ne pouvant témoigner le 20 décembre devant le Congrès des États-Unis sur les manifestations et attentats antiaméricains de septembre 2012 à Benghazi. Le spécialiste des questions médicales de NBC News, Robert Bazell, émet des doutes sur la version, très succincte, rendue publique par l'hôpital : il déclare ainsi que « le problème, c'est que si ce caillot résulte d'une commotion, il ne peut pas être traité par des anticoagulants » et que « soit le caillot n'est pas lié à cette commotion, soit il y a quelque chose d'autre qui n'a pas été dit ». Cette opinion est largement relayée dans la presse américaine, qui s'interroge sur le réel état de santé d'Hillary Clinton.
Ce sujet revient au-devant de l'actualité lors de la campagne présidentielle de 2016. À Cleveland, le 5 septembre 2016, elle est prise d'une violente quinte de toux qui l'empêche de s'exprimer pendant plusieurs minutes lors d'un meeting. Le 11 septembre suivant, elle est victime d'un malaise qui la fait s'effondrer à quelques mètres de sa voiture au cours d'une cérémonie d'hommage aux victimes des attentats du 11 septembre 2001.
Certains de ses opposants estiment alors qu'il peut s'agir de séquelles de sa commotion cérébrale et qu'elle n'est pas en état de diriger le pays. Après que son porte-parole a évoqué un coup de chaleur, elle fait savoir qu'elle souffre depuis plusieurs jours d'une pneumonie, une maladie qu'elle a dissimulée à l'opinion et qui conduit les médias à remettre en question la véracité de la version qu'elle fournit. Le médecin personnel de Barack Obama, David L. Schiner, regrette qu'elle n'ait publié qu'« un seul document de deux pages qui soulève plus de questions qu'il n'en résout ».

## Publications
Son ouvrage It Takes a Village: And Other Lessons Children Teach Us (titre français : Il faut tout un village pour élever un enfant) paru en 1996 fut l'une des meilleures ventes de l’année ; il reprenait les chroniques hebdomadaires Talking It Over du temps où Hillary Clinton était en Arkansas. Son enregistrement audiophonique du livre lui valut un Grammy Award le 27 février 1997 à New York.
En 2001, Hillary Clinton reçoit de l’éditeur Simon & Schuster l'avance record de 8 millions de dollars pour ses mémoires. Le livre est sorti aux États-Unis en juin 2003 sous le titre Living History (traduit en français par Mon histoire). Avant même sa sortie, les commandes générées par une campagne publicitaire sans précédent avaient fait de ce livre une des meilleures ventes avec plus d’un million d’exemplaires le premier mois. Parmi ses autres publications (autres que des articles de droit) : An Invitation to the White House et Dear Socks, Dear Buddy: Kids' Letters to the First Pets (feu Socks était le chat de la famille Clinton et Buddy le chien).
En 2014, elle sort un nouveau livre, Hard Choices (Le Temps des décisions en français).
En septembre 2016, alors officiellement candidate du Parti démocrate pour l'élection présidentielle de novembre, elle écrit avec son colistier et candidat à la vice-présidence Tim Kaine le livre Stronger Together (titre qui est également un des slogans de sa campagne), qui expose le programme et les propositions qui seront appliqués s'ils gagnent l'élection.
À la rentrée 2017, elle publie What Happened (Ça s'est passé comme ça pour l'édition française), livre dans lequel elle revient sur sa défaite lors de l'élection présidentielle.
En 2022 sort État de terreur, co-écrit avec Louise Penny, un roman à clé politique qui critique notamment Donald Trump.

## Filmographie

### Film et série télévisée dans lesquels elle a joué
- 2008 : Shine a Light de Martin Scorsese : elle-même
- 2012 : Broad City : elle-même
- 2018 : Madam Secretary : elle-même

### Film/documentaire sur elle
Le 18 octobre 2016, à la veille du troisième débat présidentiel, le cinéaste Michael Moore sort un film intitulé Michael Moore in TrumpLand qui, contrairement à ce que le titre peut laisser entendre, n'est pas une attaque frontale contre Donald Trump, mais un plaidoyer pour Hillary Clinton ; le film vise à humaniser Clinton et à faire basculer les électeurs indécis et les abstentionnistes, dont les partisans du candidat démocrate Bernie Sanders,,.
En 2020, Nanette Burstein réalise le documentaire Hillary, qui revient sur l'ensemble de sa vie et son œuvre, de son enfance jusqu'à l'élection présidentielle de 2016.

## Historique électoral

### Élections sénatoriales
| Année | Hillary Clinton | Républicain | Vert  | AIP   | Libertarien | SWP   | Autres |
| ----- | --------------- | ----------- | ----- | ----- | ----------- | ----- | ------ |
| Année |                 |             |       |       |             |       |        |
| 2000  | 55,3 %          | 43,0 %      | 0,6 % | 0,6 % | 0,1 %       | 0,0 % | 0,4 %  |
| 2006  | 67,0 %          | 31,0 %      | 1,2 % | –     | 0,5 %       | 0,2%  | 0,1 %  |

### Primaires présidentielles du Parti démocrate
|                       | Hillary Clinton     | Barack Obama        |
| --------------------- | ------------------- | ------------------- |
|                       |                     |                     |
| Voix                  | 17 857 501 (48,0 %) | 17 584 692 (47,3 %) |
| Délégués              | 1 978               | 2 272               |
| États gagnés          | 23                  | 33                  |
| Obtient l'investiture | Barack Obama        | Barack Obama        |

|                       | Hillary Clinton     | Bernie Sanders      |
| --------------------- | ------------------- | ------------------- |
|                       |                     |                     |
| Voix                  | 16 914 722 (55,2 %) | 13 206 428 (43,1 %) |
| Délégués              | 2 842               | 1 865               |
| États gagnés          | 34                  | 23                  |
| Obtient l'investiture | Hillary Clinton     | Hillary Clinton     |

### Élection présidentielle
|                   | Hillary Clinton     | Donald Trump        |
| ----------------- | ------------------- | ------------------- |
|                   |                     |                     |
| Voix              | 65 853 516 (48,2 %) | 62 984 825 (46,1 %) |
| Grands électeurs  | 227                 | 304                 |
| États gagnés      | 20 (+1)             | 30 (+1)             |
| Est élu président | Donald Trump        | Donald Trump        |

## Distinctions et hommages
- 1996 : cérémonie d'admission au National Women's Hall of Fame[144].
- Elle est récompensée en 1997, aux Grammy Awards, pour son livre It Takes A Village (catégorie « Meilleur album de créations orales ou non musicales »)[137].
- Elle est choisie à cinq reprises par le Time pour figurer sur la liste des cent personnes les plus influentes au monde.
- En 2011, 2012, 2015 et 2016 Forbes la classe au deuxième rang de la liste des femmes les plus puissantes du monde.
- L'aéroport de Little Rock (Arkansas) est rebaptisé Bill and Hillary Clinton National Airport en 2012[145],[146].
- Elle est docteure honoris causa de l'université Columbia (2022)[147]

## Décorations

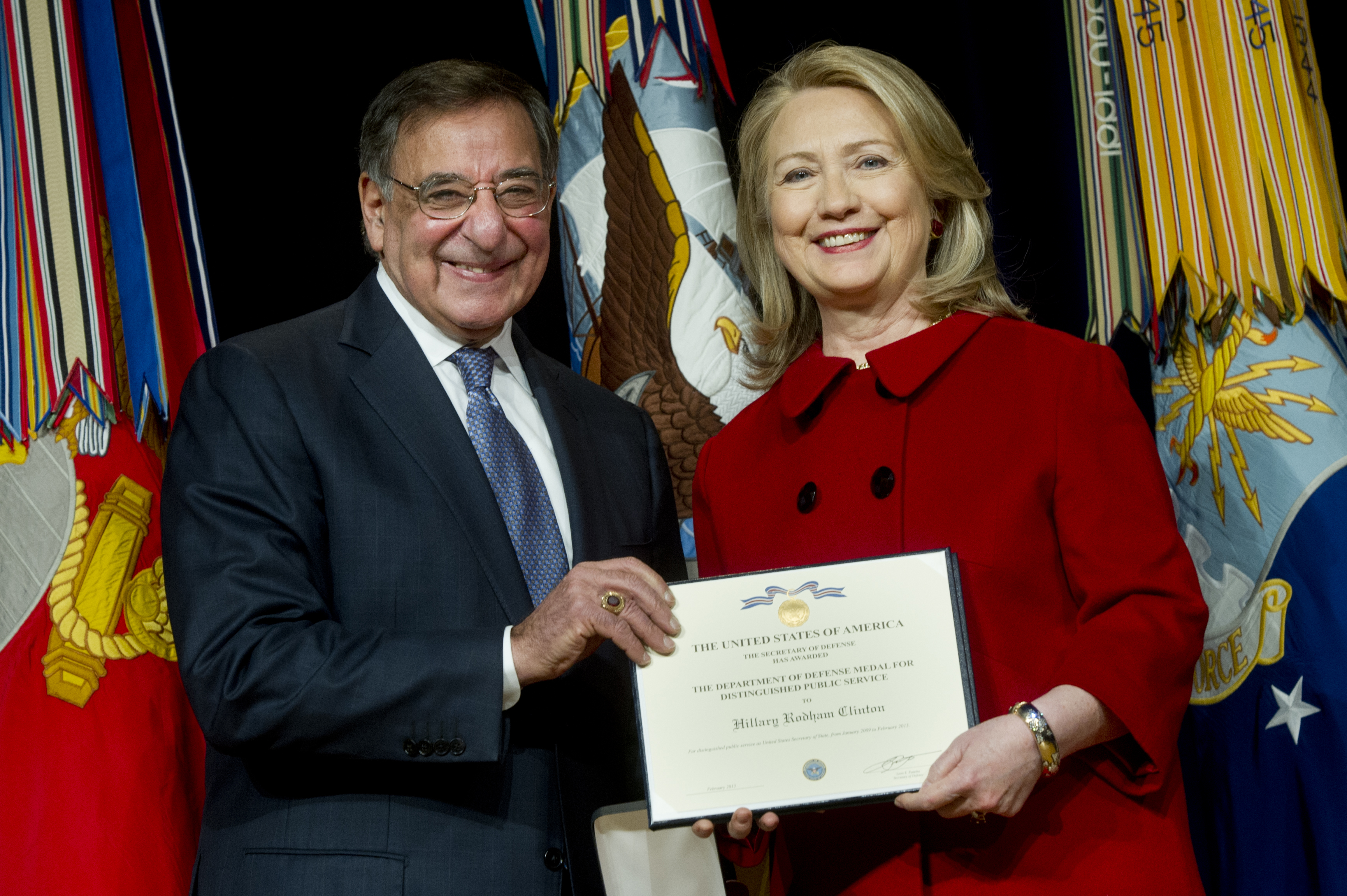
Hilary Clinton recevant de la main du secrétaire à la Défense Leon Panetta la médaille du département de la Défense des États-Unis (14 février 2013).

### Décorations américaines
- Médaille présidentielle de la Liberté (4 janvier 2025)[148],[149]
- Médaille de la liberté de Philadelphie (10 septembre 2013)
- Department of Defense Medal for Distinguished Public Service (en) (14 février 2013)
- Médaille des quatre libertés de Roosevelt (11 septembre 2009)[150]
- Ellis Island Medal of Honor (en) (8 mai 1999)

### Décorations étrangères
- Médaille de l'ordre du drapeau national (en) ( Albanie, 2012)[151]
- Grand-croix de l'ordre de la Croix de Terra Mariana ( Estonie, 2013)
- Grand-officier de l'ordre des Trois Étoiles ( Lettonie, 2013)
- Grand-croix de l'ordre de Vytautas le Grand ( Lituanie, 2013)
- Première classe de l'ordre de la Toison d'or ( Géorgie, 2013)
- Première classe l'ordre de l'Amitié ( Kazakhstan, 2011)
- Médaille de l'ordre mongole de l'Étoile Polaire (en) ( Mongolie, 2012)
- Grand-croix de l'ordre national de la Légion d'honneur ( Philippines, 2013)
- Grand-croix de l'ordre de Lakandula (en) ( Philippines, 2011)
- Grand-croix de l'ordre du Mérite de la république de Pologne ( Pologne, 2013)